# Матчи претендентов 2011
Матчи претендентов 2011 — соревнования по шахматам для выяснения претендента на матч за звание чемпиона мира против Вишванатана Ананда, которые состоялись 3-27 мая 2011 года в Казани.

## Предыстория
Правила проведения соревнования для выяснения претендента на матч с Анандом менялись несколько раз.
Вначале планировалось, что победитель матча победителей кубка мира 2009 года и Гран-при 2008—2009 годов играет матч за звание чемпиона мира. В дальнейшем количество участников в соревновании претендентов было увеличено до 8, несмотря на то, что серия турниров Гран-при была уже начата. Это привело к сильным протестам среди игроков и организации ПША. Способ проведения соревнования был также не определён, возможен был круговой турнир или матчи по Нокаут-системе, который и был выбран.

## Регламент

### Система проведения

#### Первый этап (8 игроков)
- Проигравший матч за звание чемпиона мира будет посеян под номером 1.
- Последующие игроки будут посеяны в соответствии с рейтингом на январь 2010.

Пары образуются следующим образом:
- №1 играет против №8 (матч №1)
- №2 — №7 (матч №2)
- №3 — №6 (матч №3)
- №4 — №5 (матч №4)

Каждый матч состоит из 4-х партий. 4 победителя матчей проходят в следующий этап.
В случае ничейного исхода судьбу матчей решает тайбрейк. На тайбрейке сначала проводятся 4 партии с контролем 25 минут + 10 секунд на ход. Если они не выявляют победителя, то соперники играют серии из 2 блицпартий с контролем 5 минут + 3 секунды на ход. Если 5 таких серий подряд завершатся вничью, то будет сыграна решающая партия (Армагеддон), в которой белые получают 5 минут, чёрные – 4, после 61-го хода каждой стороне добавляется по 3 секунды на ход, в случае ничьей общая победа присуждается игравшему чёрными.

#### Второй этап (4 игрока)
Второй этап начнётся через два дня после окончания первого. Каждый проквалифицировавшийся игрок может быть заменён только игроком проигравшем ему в первом этапе. 
- Победитель первого матча встречается с победителем четвёртого.
- Второго с третьим.

Каждый матч состоит из 4 партий. 2 победителя матчей проходят в следующий этап.

#### Третий этап (2 игрока)
Третий этап начнётся через два дня после окончания второго. Каждый проквалифицировавшийся игрок может быть заменён только игроком, проигравшим ему во втором этапе. Матч состоит из 6-и партий. Победитель квалифицируется на матч за звание чемпиона мира.

### Расписание соревнования
- Прибытие игроков / церемония открытия

Игровые дни: четвертьфинал – 5-8 мая (основные партии), 9 мая (тайбрейк), полуфинал – 12-15 мая (основные партии), 16 мая (тайбрейк), финал – 19-21, 23-25 мая (основные партии), 26 мая (тайбрейк).
Выходные: 10, 11, 17, 18, 22 мая.

#### Четвертьфинал и полуфинал
- 1-й тур
- 2-й тур
- 3-й тур
- 4-й тур
- тай-брейк
- два дня отдыха

#### Финал
- 1-й тур
- 2-й тур
- 3-й тур
- день отдыха
- 4-й тур
- 5-й тур
- 6-й тур
- тай-брейк / церемония закрытия

Расписание соревнования может быть изменено только после утверждения президентом ФИДЕ.

### Жеребьёвка цвета
- Жеребьёвка цвета произойдёт во время церемонии открытия.
- Для тай-брейков главным судьёй каждого матча.

### Контроль времени
- На стадии четвертьфиналов и полуфиналов матчи состоят из 4 партий с контролем времени 120 минут на первые 40 ходов, 60 минут на последующие 20 ходов и 15 минут до конца партии, с добавлением 30 секунд за каждый сделанный ход начиная с 61-го.

В финале играется 6 партий.

### Призы
- 4 игрока проигравшие в первом этапе, получают (как минимум) по 30 000 евро каждый.
- 2 игрока проигравших во втором этапе получают (как минимум) по 60 000 евро каждый.
- Минимальный призовой фонд для финального матча составляет 180 000 евро, который будет поделен поровну.

Общий минимальный призовой фонд для матчей претендентов составляет 420 000 евро.

## Участники
|                 |              |              |                 |                |                  |                  |                    |
| Веселин Топалов | Гата Камский | Левон Аронян | Теймур Раджабов | Борис Гельфанд | Александр Грищук | Владимир Крамник | Шахрияр Мамедъяров |

| Квалифицировался                                                                     | Участник           | Рейтинг¹ | Возраст |
| ------------------------------------------------------------------------------------ | ------------------ | -------- | ------- |
| Проигравший матч за звание чемпиона мира 2010                                        | Веселин Топалов    | 2775     | 36      |
| Проигравший финальный матч кандидатов 2009                                           | Гата Камский       | 2732     | 36      |
| Победитель Гран-при 2008—2009                                                        | Левон Аронян       | 2808     | 28      |
| Второй в Гран-при 2008—2009                                                          | Теймур Раджабов    | 2744     | 24      |
| Победитель кубка мира 2009                                                           | Борис Гельфанд     | 2733     | 42      |
| Два игрока с самым высоким рейтингом ЭЛО (Средний рейтинг с июля 2009 и января 2010) | Магнус Карлсен     | 2815     | 20      |
| Два игрока с самым высоким рейтингом ЭЛО (Средний рейтинг с июля 2009 и января 2010) | Владимир Крамник   | 2785     | 35      |
| Номинирован принимающей стороной (С рейтингом ЭЛО более 2700)                        | Шахрияр Мамедъяров | 2772     | 26      |
| Заменил отказавшегося от участия в турнире Магнуса Карлсена                          | Александр Грищук   | 2747     | 27      |

¹) рейтинги даны на май 2011 года

### Отказ Магнуса Карлсена
В начале ноября 2010 года Магнус Карлсен в письме, адресованном президенту Международной шахматной федерации (FIDE) Кирсану Илюмжинову, сообщил о решении отказаться от участия в розыгрыше титула чемпиона мира.
Объясняя, почему он принял решение не бороться за чемпионское звание, Карлсен заявил, что «после длительного анализа» пришёл к выводу, что ныне существующая система его розыгрыша является недостаточно «современной и справедливой», и указал на несколько недостатков: чрезмерная продолжительность (чемпионский цикл растянут на 5 лет — с 2008 по 2012 год), внесение изменений в его регламент уже после старта розыгрыша, «запутанные» критерии вычисления рейтинга, а также формат самого кандидатского турнира, предусматривающий выступление в трёх подряд матчах, что не даёт возможности для подготовки к важнейшим поединкам и сохранения оптимальной формы по ходу борьбы за титул.
Отдельно Магнус Карлсен упомянул про предоставленную обладателю титула привилегию без отбора участвовать в очередном матче за него. С точки зрения норвежца, она является лишней: «Это как если бы победитель чемпионата мира по футболу 2010 года автоматически квалифицировался в финал чемпионата мира 2014-го». Карлсен написал, что в будущем в основе модели розыгрыша чемпионского титула должна находиться «справедливая борьба между лучшими шахматистами мира» без каких-либо привилегий одному из них. В частности, как вариант он отметил уже дважды проведенные FIDE — в 2005 и 2007 годах — чемпионские турниры.
В FIDE на известие о отказе Магнуса Карлсена отреагировали спокойно, президент Кирсан Илюмжинов указал, что существующая система розыгрыша звания чемпиона мира построена на основе консультаций с игроками, спонсорами и организаторами, а также на то, что сложившаяся система чётко работает: Гран-при, Кубок мира, кандидатский турнир, матч за титул.

## Результаты
|  | Четвертьфиналы      | Четвертьфиналы    |                   |    | Полуфиналы | Полуфиналы |  |  | Финал | Финал |
|  |                     |                   |                   |    |            |            |  |  |       |       |
|  |                     |                   |                   |    |            |            |  |  |       |       |
|  |                     |                   |                   |    |            |            |  |  |       |       |
|  | Топалов, Веселин    | 1½                |                   |    |            |            |  |  |       |       |
|  | Топалов, Веселин    | 1½                |                   |    |            |            |  |  |       |       |
|  | Камский, Гата       | 2½                |                   |    |            |            |  |  |       |       |
|  | Камский, Гата       | 2½                | Камский, Гата     | 4  |            |            |  |  |       |       |
|  |                     |                   | Камский, Гата     | 4  |            |            |  |  |       |       |
|  |                     | Гельфанд, Борис   | 6                 |    |            |            |  |  |       |       |
|  | Гельфанд, Борис     | Гельфанд, Борис   | 6                 | 2½ |            |            |  |  |       |       |
|  | Гельфанд, Борис     |                   |                   | 2½ |            |            |  |  |       |       |
|  | Мамедьяров, Шахрияр | 1½                |                   |    |            |            |  |  |       |       |
|  | Мамедьяров, Шахрияр | 1½                | Гельфанд, Борис   | 3½ |            |            |  |  |       |       |
|  |                     |                   | Гельфанд, Борис   | 3½ |            |            |  |  |       |       |
|  |                     | Грищук, Александр | 2½                |    |            |            |  |  |       |       |
|  | Аронян, Левон       | Грищук, Александр | 2½                | 3½ |            |            |  |  |       |       |
|  | Аронян, Левон       |                   |                   | 3½ |            |            |  |  |       |       |
|  | Грищук, Александр   | 4½                |                   |    |            |            |  |  |       |       |
|  | Грищук, Александр   | 4½                | Грищук, Александр | 5½ |            |            |  |  |       |       |
|  |                     |                   | Грищук, Александр | 5½ |            |            |  |  |       |       |
|  |                     | Крамник, Владимир | 4½                |    |            |            |  |  |       |       |
|  | Крамник, Владимир   | Крамник, Владимир | 4½                | 6½ |            |            |  |  |       |       |
|  | Крамник, Владимир   |                   |                   | 6½ |            |            |  |  |       |       |
|  | Раджабов, Теймур    | 5½                |                   |    |            |            |  |  |       |       |
|  | Раджабов, Теймур    | 5½                |                   |    |            |            |  |  |       |       |
|  |                     |                   |                   |    |            |            |  |  |       |       |
|  |                     |                   |                   |    |            |            |  |  |       |       |

### Четвертьфинал
| № | Участник            | Страна      | Рейтинг | 1 | 2 | 3 | 4 | Результат | 1       | 2       | 3       | 4       | Результат | 1    | 2    | 3    | 4    | Результат |
| - | ------------------- | ----------- | ------- | - | - | - | - | --------- | ------- | ------- | ------- | ------- | --------- | ---- | ---- | ---- | ---- | --------- |
| 1 | Топалов, Веселин    | Болгария    | 2775    | ½ | 0 | ½ | ½ | 1½        |         |         |         |         |           |      |      |      |      |           |
| 1 | Камский, Гата       | США         | 2732    | ½ | 1 | ½ | ½ | 2½        |         |         |         |         |           |      |      |      |      |           |
|   |                     |             |         |   |   |   |   |           |         |         |         |         |           |      |      |      |      |           |
| 2 | Мамедьяров, Шахрияр | Азербайджан | 2772    | ½ | ½ | 0 | ½ | 1½        |         |         |         |         |           |      |      |      |      |           |
| 2 | Гельфанд, Борис     | Израиль     | 2733    | ½ | ½ | 1 | ½ | 2½        |         |         |         |         |           |      |      |      |      |           |
|   |                     |             |         |   |   |   |   |           |         |         |         |         |           |      |      |      |      |           |
| 3 | Аронян, Левон       | Армения     | 2808    | ½ | ½ | ½ | ½ | 2         | 0       | 1       | ½       | 0       | 1½        |      |      |      |      |           |
| 3 | Грищук, Александр   | Россия      | 2747    | ½ | ½ | ½ | ½ | 2         | 1       | 0       | ½       | 1       | 2½        |      |      |      |      |           |
|   |                     |             |         |   |   |   |   |           |         |         |         |         |           |      |      |      |      |           |
| 4 | Крамник, Владимир   | Россия      | 2785    | ½ | ½ | ½ | ½ | 2         | ½       | ½       | ½       | ½       | 2         | 0    | 1    | 1    | ½    | 2½        |
| 4 | Раджабов, Теймур    | Азербайджан | 2744    | ½ | ½ | ½ | ½ | 2         | ½       | ½       | ½       | ½       | 2         | 1    | 0    | 0    | ½    | 1½        |
|   |                     |             |         |   |   |   |   |           | Быстрые | Быстрые | Быстрые | Быстрые |           | Блиц | Блиц | Блиц | Блиц |           |

|   | a | b | c | d | e | f | g | h |   |
| - | --- | --- | --- | --- | --- | --- | --- | --- | - |
| 8 | f8 чёрный король · e7 чёрная пешка · b6 чёрная пешка · f6 чёрная ладья · a5 чёрная пешка · c5 чёрная ладья · f5 чёрная пешка · b4 чёрный конь · c4 белый слон · g4 чёрная пешка · a3 белый ферзь · b3 белая пешка · c3 чёрный ферзь · e3 белый слон · a2 белая пешка · d2 белый конь · f2 белая пешка · g2 белая пешка · c1 белый король · d1 белая ладья | f8 чёрный король · e7 чёрная пешка · b6 чёрная пешка · f6 чёрная ладья · a5 чёрная пешка · c5 чёрная ладья · f5 чёрная пешка · b4 чёрный конь · c4 белый слон · g4 чёрная пешка · a3 белый ферзь · b3 белая пешка · c3 чёрный ферзь · e3 белый слон · a2 белая пешка · d2 белый конь · f2 белая пешка · g2 белая пешка · c1 белый король · d1 белая ладья | f8 чёрный король · e7 чёрная пешка · b6 чёрная пешка · f6 чёрная ладья · a5 чёрная пешка · c5 чёрная ладья · f5 чёрная пешка · b4 чёрный конь · c4 белый слон · g4 чёрная пешка · a3 белый ферзь · b3 белая пешка · c3 чёрный ферзь · e3 белый слон · a2 белая пешка · d2 белый конь · f2 белая пешка · g2 белая пешка · c1 белый король · d1 белая ладья | f8 чёрный король · e7 чёрная пешка · b6 чёрная пешка · f6 чёрная ладья · a5 чёрная пешка · c5 чёрная ладья · f5 чёрная пешка · b4 чёрный конь · c4 белый слон · g4 чёрная пешка · a3 белый ферзь · b3 белая пешка · c3 чёрный ферзь · e3 белый слон · a2 белая пешка · d2 белый конь · f2 белая пешка · g2 белая пешка · c1 белый король · d1 белая ладья | f8 чёрный король · e7 чёрная пешка · b6 чёрная пешка · f6 чёрная ладья · a5 чёрная пешка · c5 чёрная ладья · f5 чёрная пешка · b4 чёрный конь · c4 белый слон · g4 чёрная пешка · a3 белый ферзь · b3 белая пешка · c3 чёрный ферзь · e3 белый слон · a2 белая пешка · d2 белый конь · f2 белая пешка · g2 белая пешка · c1 белый король · d1 белая ладья | f8 чёрный король · e7 чёрная пешка · b6 чёрная пешка · f6 чёрная ладья · a5 чёрная пешка · c5 чёрная ладья · f5 чёрная пешка · b4 чёрный конь · c4 белый слон · g4 чёрная пешка · a3 белый ферзь · b3 белая пешка · c3 чёрный ферзь · e3 белый слон · a2 белая пешка · d2 белый конь · f2 белая пешка · g2 белая пешка · c1 белый король · d1 белая ладья | f8 чёрный король · e7 чёрная пешка · b6 чёрная пешка · f6 чёрная ладья · a5 чёрная пешка · c5 чёрная ладья · f5 чёрная пешка · b4 чёрный конь · c4 белый слон · g4 чёрная пешка · a3 белый ферзь · b3 белая пешка · c3 чёрный ферзь · e3 белый слон · a2 белая пешка · d2 белый конь · f2 белая пешка · g2 белая пешка · c1 белый король · d1 белая ладья | f8 чёрный король · e7 чёрная пешка · b6 чёрная пешка · f6 чёрная ладья · a5 чёрная пешка · c5 чёрная ладья · f5 чёрная пешка · b4 чёрный конь · c4 белый слон · g4 чёрная пешка · a3 белый ферзь · b3 белая пешка · c3 чёрный ферзь · e3 белый слон · a2 белая пешка · d2 белый конь · f2 белая пешка · g2 белая пешка · c1 белый король · d1 белая ладья | 8 |
| 7 | f8 чёрный король · e7 чёрная пешка · b6 чёрная пешка · f6 чёрная ладья · a5 чёрная пешка · c5 чёрная ладья · f5 чёрная пешка · b4 чёрный конь · c4 белый слон · g4 чёрная пешка · a3 белый ферзь · b3 белая пешка · c3 чёрный ферзь · e3 белый слон · a2 белая пешка · d2 белый конь · f2 белая пешка · g2 белая пешка · c1 белый король · d1 белая ладья | f8 чёрный король · e7 чёрная пешка · b6 чёрная пешка · f6 чёрная ладья · a5 чёрная пешка · c5 чёрная ладья · f5 чёрная пешка · b4 чёрный конь · c4 белый слон · g4 чёрная пешка · a3 белый ферзь · b3 белая пешка · c3 чёрный ферзь · e3 белый слон · a2 белая пешка · d2 белый конь · f2 белая пешка · g2 белая пешка · c1 белый король · d1 белая ладья | f8 чёрный король · e7 чёрная пешка · b6 чёрная пешка · f6 чёрная ладья · a5 чёрная пешка · c5 чёрная ладья · f5 чёрная пешка · b4 чёрный конь · c4 белый слон · g4 чёрная пешка · a3 белый ферзь · b3 белая пешка · c3 чёрный ферзь · e3 белый слон · a2 белая пешка · d2 белый конь · f2 белая пешка · g2 белая пешка · c1 белый король · d1 белая ладья | f8 чёрный король · e7 чёрная пешка · b6 чёрная пешка · f6 чёрная ладья · a5 чёрная пешка · c5 чёрная ладья · f5 чёрная пешка · b4 чёрный конь · c4 белый слон · g4 чёрная пешка · a3 белый ферзь · b3 белая пешка · c3 чёрный ферзь · e3 белый слон · a2 белая пешка · d2 белый конь · f2 белая пешка · g2 белая пешка · c1 белый король · d1 белая ладья | f8 чёрный король · e7 чёрная пешка · b6 чёрная пешка · f6 чёрная ладья · a5 чёрная пешка · c5 чёрная ладья · f5 чёрная пешка · b4 чёрный конь · c4 белый слон · g4 чёрная пешка · a3 белый ферзь · b3 белая пешка · c3 чёрный ферзь · e3 белый слон · a2 белая пешка · d2 белый конь · f2 белая пешка · g2 белая пешка · c1 белый король · d1 белая ладья | f8 чёрный король · e7 чёрная пешка · b6 чёрная пешка · f6 чёрная ладья · a5 чёрная пешка · c5 чёрная ладья · f5 чёрная пешка · b4 чёрный конь · c4 белый слон · g4 чёрная пешка · a3 белый ферзь · b3 белая пешка · c3 чёрный ферзь · e3 белый слон · a2 белая пешка · d2 белый конь · f2 белая пешка · g2 белая пешка · c1 белый король · d1 белая ладья | f8 чёрный король · e7 чёрная пешка · b6 чёрная пешка · f6 чёрная ладья · a5 чёрная пешка · c5 чёрная ладья · f5 чёрная пешка · b4 чёрный конь · c4 белый слон · g4 чёрная пешка · a3 белый ферзь · b3 белая пешка · c3 чёрный ферзь · e3 белый слон · a2 белая пешка · d2 белый конь · f2 белая пешка · g2 белая пешка · c1 белый король · d1 белая ладья | f8 чёрный король · e7 чёрная пешка · b6 чёрная пешка · f6 чёрная ладья · a5 чёрная пешка · c5 чёрная ладья · f5 чёрная пешка · b4 чёрный конь · c4 белый слон · g4 чёрная пешка · a3 белый ферзь · b3 белая пешка · c3 чёрный ферзь · e3 белый слон · a2 белая пешка · d2 белый конь · f2 белая пешка · g2 белая пешка · c1 белый король · d1 белая ладья | 7 |
| 6 | f8 чёрный король · e7 чёрная пешка · b6 чёрная пешка · f6 чёрная ладья · a5 чёрная пешка · c5 чёрная ладья · f5 чёрная пешка · b4 чёрный конь · c4 белый слон · g4 чёрная пешка · a3 белый ферзь · b3 белая пешка · c3 чёрный ферзь · e3 белый слон · a2 белая пешка · d2 белый конь · f2 белая пешка · g2 белая пешка · c1 белый король · d1 белая ладья | f8 чёрный король · e7 чёрная пешка · b6 чёрная пешка · f6 чёрная ладья · a5 чёрная пешка · c5 чёрная ладья · f5 чёрная пешка · b4 чёрный конь · c4 белый слон · g4 чёрная пешка · a3 белый ферзь · b3 белая пешка · c3 чёрный ферзь · e3 белый слон · a2 белая пешка · d2 белый конь · f2 белая пешка · g2 белая пешка · c1 белый король · d1 белая ладья | f8 чёрный король · e7 чёрная пешка · b6 чёрная пешка · f6 чёрная ладья · a5 чёрная пешка · c5 чёрная ладья · f5 чёрная пешка · b4 чёрный конь · c4 белый слон · g4 чёрная пешка · a3 белый ферзь · b3 белая пешка · c3 чёрный ферзь · e3 белый слон · a2 белая пешка · d2 белый конь · f2 белая пешка · g2 белая пешка · c1 белый король · d1 белая ладья | f8 чёрный король · e7 чёрная пешка · b6 чёрная пешка · f6 чёрная ладья · a5 чёрная пешка · c5 чёрная ладья · f5 чёрная пешка · b4 чёрный конь · c4 белый слон · g4 чёрная пешка · a3 белый ферзь · b3 белая пешка · c3 чёрный ферзь · e3 белый слон · a2 белая пешка · d2 белый конь · f2 белая пешка · g2 белая пешка · c1 белый король · d1 белая ладья | f8 чёрный король · e7 чёрная пешка · b6 чёрная пешка · f6 чёрная ладья · a5 чёрная пешка · c5 чёрная ладья · f5 чёрная пешка · b4 чёрный конь · c4 белый слон · g4 чёрная пешка · a3 белый ферзь · b3 белая пешка · c3 чёрный ферзь · e3 белый слон · a2 белая пешка · d2 белый конь · f2 белая пешка · g2 белая пешка · c1 белый король · d1 белая ладья | f8 чёрный король · e7 чёрная пешка · b6 чёрная пешка · f6 чёрная ладья · a5 чёрная пешка · c5 чёрная ладья · f5 чёрная пешка · b4 чёрный конь · c4 белый слон · g4 чёрная пешка · a3 белый ферзь · b3 белая пешка · c3 чёрный ферзь · e3 белый слон · a2 белая пешка · d2 белый конь · f2 белая пешка · g2 белая пешка · c1 белый король · d1 белая ладья | f8 чёрный король · e7 чёрная пешка · b6 чёрная пешка · f6 чёрная ладья · a5 чёрная пешка · c5 чёрная ладья · f5 чёрная пешка · b4 чёрный конь · c4 белый слон · g4 чёрная пешка · a3 белый ферзь · b3 белая пешка · c3 чёрный ферзь · e3 белый слон · a2 белая пешка · d2 белый конь · f2 белая пешка · g2 белая пешка · c1 белый король · d1 белая ладья | f8 чёрный король · e7 чёрная пешка · b6 чёрная пешка · f6 чёрная ладья · a5 чёрная пешка · c5 чёрная ладья · f5 чёрная пешка · b4 чёрный конь · c4 белый слон · g4 чёрная пешка · a3 белый ферзь · b3 белая пешка · c3 чёрный ферзь · e3 белый слон · a2 белая пешка · d2 белый конь · f2 белая пешка · g2 белая пешка · c1 белый король · d1 белая ладья | 6 |
| 5 | f8 чёрный король · e7 чёрная пешка · b6 чёрная пешка · f6 чёрная ладья · a5 чёрная пешка · c5 чёрная ладья · f5 чёрная пешка · b4 чёрный конь · c4 белый слон · g4 чёрная пешка · a3 белый ферзь · b3 белая пешка · c3 чёрный ферзь · e3 белый слон · a2 белая пешка · d2 белый конь · f2 белая пешка · g2 белая пешка · c1 белый король · d1 белая ладья | f8 чёрный король · e7 чёрная пешка · b6 чёрная пешка · f6 чёрная ладья · a5 чёрная пешка · c5 чёрная ладья · f5 чёрная пешка · b4 чёрный конь · c4 белый слон · g4 чёрная пешка · a3 белый ферзь · b3 белая пешка · c3 чёрный ферзь · e3 белый слон · a2 белая пешка · d2 белый конь · f2 белая пешка · g2 белая пешка · c1 белый король · d1 белая ладья | f8 чёрный король · e7 чёрная пешка · b6 чёрная пешка · f6 чёрная ладья · a5 чёрная пешка · c5 чёрная ладья · f5 чёрная пешка · b4 чёрный конь · c4 белый слон · g4 чёрная пешка · a3 белый ферзь · b3 белая пешка · c3 чёрный ферзь · e3 белый слон · a2 белая пешка · d2 белый конь · f2 белая пешка · g2 белая пешка · c1 белый король · d1 белая ладья | f8 чёрный король · e7 чёрная пешка · b6 чёрная пешка · f6 чёрная ладья · a5 чёрная пешка · c5 чёрная ладья · f5 чёрная пешка · b4 чёрный конь · c4 белый слон · g4 чёрная пешка · a3 белый ферзь · b3 белая пешка · c3 чёрный ферзь · e3 белый слон · a2 белая пешка · d2 белый конь · f2 белая пешка · g2 белая пешка · c1 белый король · d1 белая ладья | f8 чёрный король · e7 чёрная пешка · b6 чёрная пешка · f6 чёрная ладья · a5 чёрная пешка · c5 чёрная ладья · f5 чёрная пешка · b4 чёрный конь · c4 белый слон · g4 чёрная пешка · a3 белый ферзь · b3 белая пешка · c3 чёрный ферзь · e3 белый слон · a2 белая пешка · d2 белый конь · f2 белая пешка · g2 белая пешка · c1 белый король · d1 белая ладья | f8 чёрный король · e7 чёрная пешка · b6 чёрная пешка · f6 чёрная ладья · a5 чёрная пешка · c5 чёрная ладья · f5 чёрная пешка · b4 чёрный конь · c4 белый слон · g4 чёрная пешка · a3 белый ферзь · b3 белая пешка · c3 чёрный ферзь · e3 белый слон · a2 белая пешка · d2 белый конь · f2 белая пешка · g2 белая пешка · c1 белый король · d1 белая ладья | f8 чёрный король · e7 чёрная пешка · b6 чёрная пешка · f6 чёрная ладья · a5 чёрная пешка · c5 чёрная ладья · f5 чёрная пешка · b4 чёрный конь · c4 белый слон · g4 чёрная пешка · a3 белый ферзь · b3 белая пешка · c3 чёрный ферзь · e3 белый слон · a2 белая пешка · d2 белый конь · f2 белая пешка · g2 белая пешка · c1 белый король · d1 белая ладья | f8 чёрный король · e7 чёрная пешка · b6 чёрная пешка · f6 чёрная ладья · a5 чёрная пешка · c5 чёрная ладья · f5 чёрная пешка · b4 чёрный конь · c4 белый слон · g4 чёрная пешка · a3 белый ферзь · b3 белая пешка · c3 чёрный ферзь · e3 белый слон · a2 белая пешка · d2 белый конь · f2 белая пешка · g2 белая пешка · c1 белый король · d1 белая ладья | 5 |
| 4 | f8 чёрный король · e7 чёрная пешка · b6 чёрная пешка · f6 чёрная ладья · a5 чёрная пешка · c5 чёрная ладья · f5 чёрная пешка · b4 чёрный конь · c4 белый слон · g4 чёрная пешка · a3 белый ферзь · b3 белая пешка · c3 чёрный ферзь · e3 белый слон · a2 белая пешка · d2 белый конь · f2 белая пешка · g2 белая пешка · c1 белый король · d1 белая ладья | f8 чёрный король · e7 чёрная пешка · b6 чёрная пешка · f6 чёрная ладья · a5 чёрная пешка · c5 чёрная ладья · f5 чёрная пешка · b4 чёрный конь · c4 белый слон · g4 чёрная пешка · a3 белый ферзь · b3 белая пешка · c3 чёрный ферзь · e3 белый слон · a2 белая пешка · d2 белый конь · f2 белая пешка · g2 белая пешка · c1 белый король · d1 белая ладья | f8 чёрный король · e7 чёрная пешка · b6 чёрная пешка · f6 чёрная ладья · a5 чёрная пешка · c5 чёрная ладья · f5 чёрная пешка · b4 чёрный конь · c4 белый слон · g4 чёрная пешка · a3 белый ферзь · b3 белая пешка · c3 чёрный ферзь · e3 белый слон · a2 белая пешка · d2 белый конь · f2 белая пешка · g2 белая пешка · c1 белый король · d1 белая ладья | f8 чёрный король · e7 чёрная пешка · b6 чёрная пешка · f6 чёрная ладья · a5 чёрная пешка · c5 чёрная ладья · f5 чёрная пешка · b4 чёрный конь · c4 белый слон · g4 чёрная пешка · a3 белый ферзь · b3 белая пешка · c3 чёрный ферзь · e3 белый слон · a2 белая пешка · d2 белый конь · f2 белая пешка · g2 белая пешка · c1 белый король · d1 белая ладья | f8 чёрный король · e7 чёрная пешка · b6 чёрная пешка · f6 чёрная ладья · a5 чёрная пешка · c5 чёрная ладья · f5 чёрная пешка · b4 чёрный конь · c4 белый слон · g4 чёрная пешка · a3 белый ферзь · b3 белая пешка · c3 чёрный ферзь · e3 белый слон · a2 белая пешка · d2 белый конь · f2 белая пешка · g2 белая пешка · c1 белый король · d1 белая ладья | f8 чёрный король · e7 чёрная пешка · b6 чёрная пешка · f6 чёрная ладья · a5 чёрная пешка · c5 чёрная ладья · f5 чёрная пешка · b4 чёрный конь · c4 белый слон · g4 чёрная пешка · a3 белый ферзь · b3 белая пешка · c3 чёрный ферзь · e3 белый слон · a2 белая пешка · d2 белый конь · f2 белая пешка · g2 белая пешка · c1 белый король · d1 белая ладья | f8 чёрный король · e7 чёрная пешка · b6 чёрная пешка · f6 чёрная ладья · a5 чёрная пешка · c5 чёрная ладья · f5 чёрная пешка · b4 чёрный конь · c4 белый слон · g4 чёрная пешка · a3 белый ферзь · b3 белая пешка · c3 чёрный ферзь · e3 белый слон · a2 белая пешка · d2 белый конь · f2 белая пешка · g2 белая пешка · c1 белый король · d1 белая ладья | f8 чёрный король · e7 чёрная пешка · b6 чёрная пешка · f6 чёрная ладья · a5 чёрная пешка · c5 чёрная ладья · f5 чёрная пешка · b4 чёрный конь · c4 белый слон · g4 чёрная пешка · a3 белый ферзь · b3 белая пешка · c3 чёрный ферзь · e3 белый слон · a2 белая пешка · d2 белый конь · f2 белая пешка · g2 белая пешка · c1 белый король · d1 белая ладья | 4 |
| 3 | f8 чёрный король · e7 чёрная пешка · b6 чёрная пешка · f6 чёрная ладья · a5 чёрная пешка · c5 чёрная ладья · f5 чёрная пешка · b4 чёрный конь · c4 белый слон · g4 чёрная пешка · a3 белый ферзь · b3 белая пешка · c3 чёрный ферзь · e3 белый слон · a2 белая пешка · d2 белый конь · f2 белая пешка · g2 белая пешка · c1 белый король · d1 белая ладья | f8 чёрный король · e7 чёрная пешка · b6 чёрная пешка · f6 чёрная ладья · a5 чёрная пешка · c5 чёрная ладья · f5 чёрная пешка · b4 чёрный конь · c4 белый слон · g4 чёрная пешка · a3 белый ферзь · b3 белая пешка · c3 чёрный ферзь · e3 белый слон · a2 белая пешка · d2 белый конь · f2 белая пешка · g2 белая пешка · c1 белый король · d1 белая ладья | f8 чёрный король · e7 чёрная пешка · b6 чёрная пешка · f6 чёрная ладья · a5 чёрная пешка · c5 чёрная ладья · f5 чёрная пешка · b4 чёрный конь · c4 белый слон · g4 чёрная пешка · a3 белый ферзь · b3 белая пешка · c3 чёрный ферзь · e3 белый слон · a2 белая пешка · d2 белый конь · f2 белая пешка · g2 белая пешка · c1 белый король · d1 белая ладья | f8 чёрный король · e7 чёрная пешка · b6 чёрная пешка · f6 чёрная ладья · a5 чёрная пешка · c5 чёрная ладья · f5 чёрная пешка · b4 чёрный конь · c4 белый слон · g4 чёрная пешка · a3 белый ферзь · b3 белая пешка · c3 чёрный ферзь · e3 белый слон · a2 белая пешка · d2 белый конь · f2 белая пешка · g2 белая пешка · c1 белый король · d1 белая ладья | f8 чёрный король · e7 чёрная пешка · b6 чёрная пешка · f6 чёрная ладья · a5 чёрная пешка · c5 чёрная ладья · f5 чёрная пешка · b4 чёрный конь · c4 белый слон · g4 чёрная пешка · a3 белый ферзь · b3 белая пешка · c3 чёрный ферзь · e3 белый слон · a2 белая пешка · d2 белый конь · f2 белая пешка · g2 белая пешка · c1 белый король · d1 белая ладья | f8 чёрный король · e7 чёрная пешка · b6 чёрная пешка · f6 чёрная ладья · a5 чёрная пешка · c5 чёрная ладья · f5 чёрная пешка · b4 чёрный конь · c4 белый слон · g4 чёрная пешка · a3 белый ферзь · b3 белая пешка · c3 чёрный ферзь · e3 белый слон · a2 белая пешка · d2 белый конь · f2 белая пешка · g2 белая пешка · c1 белый король · d1 белая ладья | f8 чёрный король · e7 чёрная пешка · b6 чёрная пешка · f6 чёрная ладья · a5 чёрная пешка · c5 чёрная ладья · f5 чёрная пешка · b4 чёрный конь · c4 белый слон · g4 чёрная пешка · a3 белый ферзь · b3 белая пешка · c3 чёрный ферзь · e3 белый слон · a2 белая пешка · d2 белый конь · f2 белая пешка · g2 белая пешка · c1 белый король · d1 белая ладья | f8 чёрный король · e7 чёрная пешка · b6 чёрная пешка · f6 чёрная ладья · a5 чёрная пешка · c5 чёрная ладья · f5 чёрная пешка · b4 чёрный конь · c4 белый слон · g4 чёрная пешка · a3 белый ферзь · b3 белая пешка · c3 чёрный ферзь · e3 белый слон · a2 белая пешка · d2 белый конь · f2 белая пешка · g2 белая пешка · c1 белый король · d1 белая ладья | 3 |
| 2 | f8 чёрный король · e7 чёрная пешка · b6 чёрная пешка · f6 чёрная ладья · a5 чёрная пешка · c5 чёрная ладья · f5 чёрная пешка · b4 чёрный конь · c4 белый слон · g4 чёрная пешка · a3 белый ферзь · b3 белая пешка · c3 чёрный ферзь · e3 белый слон · a2 белая пешка · d2 белый конь · f2 белая пешка · g2 белая пешка · c1 белый король · d1 белая ладья | f8 чёрный король · e7 чёрная пешка · b6 чёрная пешка · f6 чёрная ладья · a5 чёрная пешка · c5 чёрная ладья · f5 чёрная пешка · b4 чёрный конь · c4 белый слон · g4 чёрная пешка · a3 белый ферзь · b3 белая пешка · c3 чёрный ферзь · e3 белый слон · a2 белая пешка · d2 белый конь · f2 белая пешка · g2 белая пешка · c1 белый король · d1 белая ладья | f8 чёрный король · e7 чёрная пешка · b6 чёрная пешка · f6 чёрная ладья · a5 чёрная пешка · c5 чёрная ладья · f5 чёрная пешка · b4 чёрный конь · c4 белый слон · g4 чёрная пешка · a3 белый ферзь · b3 белая пешка · c3 чёрный ферзь · e3 белый слон · a2 белая пешка · d2 белый конь · f2 белая пешка · g2 белая пешка · c1 белый король · d1 белая ладья | f8 чёрный король · e7 чёрная пешка · b6 чёрная пешка · f6 чёрная ладья · a5 чёрная пешка · c5 чёрная ладья · f5 чёрная пешка · b4 чёрный конь · c4 белый слон · g4 чёрная пешка · a3 белый ферзь · b3 белая пешка · c3 чёрный ферзь · e3 белый слон · a2 белая пешка · d2 белый конь · f2 белая пешка · g2 белая пешка · c1 белый король · d1 белая ладья | f8 чёрный король · e7 чёрная пешка · b6 чёрная пешка · f6 чёрная ладья · a5 чёрная пешка · c5 чёрная ладья · f5 чёрная пешка · b4 чёрный конь · c4 белый слон · g4 чёрная пешка · a3 белый ферзь · b3 белая пешка · c3 чёрный ферзь · e3 белый слон · a2 белая пешка · d2 белый конь · f2 белая пешка · g2 белая пешка · c1 белый король · d1 белая ладья | f8 чёрный король · e7 чёрная пешка · b6 чёрная пешка · f6 чёрная ладья · a5 чёрная пешка · c5 чёрная ладья · f5 чёрная пешка · b4 чёрный конь · c4 белый слон · g4 чёрная пешка · a3 белый ферзь · b3 белая пешка · c3 чёрный ферзь · e3 белый слон · a2 белая пешка · d2 белый конь · f2 белая пешка · g2 белая пешка · c1 белый король · d1 белая ладья | f8 чёрный король · e7 чёрная пешка · b6 чёрная пешка · f6 чёрная ладья · a5 чёрная пешка · c5 чёрная ладья · f5 чёрная пешка · b4 чёрный конь · c4 белый слон · g4 чёрная пешка · a3 белый ферзь · b3 белая пешка · c3 чёрный ферзь · e3 белый слон · a2 белая пешка · d2 белый конь · f2 белая пешка · g2 белая пешка · c1 белый король · d1 белая ладья | f8 чёрный король · e7 чёрная пешка · b6 чёрная пешка · f6 чёрная ладья · a5 чёрная пешка · c5 чёрная ладья · f5 чёрная пешка · b4 чёрный конь · c4 белый слон · g4 чёрная пешка · a3 белый ферзь · b3 белая пешка · c3 чёрный ферзь · e3 белый слон · a2 белая пешка · d2 белый конь · f2 белая пешка · g2 белая пешка · c1 белый король · d1 белая ладья | 2 |
| 1 | f8 чёрный король · e7 чёрная пешка · b6 чёрная пешка · f6 чёрная ладья · a5 чёрная пешка · c5 чёрная ладья · f5 чёрная пешка · b4 чёрный конь · c4 белый слон · g4 чёрная пешка · a3 белый ферзь · b3 белая пешка · c3 чёрный ферзь · e3 белый слон · a2 белая пешка · d2 белый конь · f2 белая пешка · g2 белая пешка · c1 белый король · d1 белая ладья | f8 чёрный король · e7 чёрная пешка · b6 чёрная пешка · f6 чёрная ладья · a5 чёрная пешка · c5 чёрная ладья · f5 чёрная пешка · b4 чёрный конь · c4 белый слон · g4 чёрная пешка · a3 белый ферзь · b3 белая пешка · c3 чёрный ферзь · e3 белый слон · a2 белая пешка · d2 белый конь · f2 белая пешка · g2 белая пешка · c1 белый король · d1 белая ладья | f8 чёрный король · e7 чёрная пешка · b6 чёрная пешка · f6 чёрная ладья · a5 чёрная пешка · c5 чёрная ладья · f5 чёрная пешка · b4 чёрный конь · c4 белый слон · g4 чёрная пешка · a3 белый ферзь · b3 белая пешка · c3 чёрный ферзь · e3 белый слон · a2 белая пешка · d2 белый конь · f2 белая пешка · g2 белая пешка · c1 белый король · d1 белая ладья | f8 чёрный король · e7 чёрная пешка · b6 чёрная пешка · f6 чёрная ладья · a5 чёрная пешка · c5 чёрная ладья · f5 чёрная пешка · b4 чёрный конь · c4 белый слон · g4 чёрная пешка · a3 белый ферзь · b3 белая пешка · c3 чёрный ферзь · e3 белый слон · a2 белая пешка · d2 белый конь · f2 белая пешка · g2 белая пешка · c1 белый король · d1 белая ладья | f8 чёрный король · e7 чёрная пешка · b6 чёрная пешка · f6 чёрная ладья · a5 чёрная пешка · c5 чёрная ладья · f5 чёрная пешка · b4 чёрный конь · c4 белый слон · g4 чёрная пешка · a3 белый ферзь · b3 белая пешка · c3 чёрный ферзь · e3 белый слон · a2 белая пешка · d2 белый конь · f2 белая пешка · g2 белая пешка · c1 белый король · d1 белая ладья | f8 чёрный король · e7 чёрная пешка · b6 чёрная пешка · f6 чёрная ладья · a5 чёрная пешка · c5 чёрная ладья · f5 чёрная пешка · b4 чёрный конь · c4 белый слон · g4 чёрная пешка · a3 белый ферзь · b3 белая пешка · c3 чёрный ферзь · e3 белый слон · a2 белая пешка · d2 белый конь · f2 белая пешка · g2 белая пешка · c1 белый король · d1 белая ладья | f8 чёрный король · e7 чёрная пешка · b6 чёрная пешка · f6 чёрная ладья · a5 чёрная пешка · c5 чёрная ладья · f5 чёрная пешка · b4 чёрный конь · c4 белый слон · g4 чёрная пешка · a3 белый ферзь · b3 белая пешка · c3 чёрный ферзь · e3 белый слон · a2 белая пешка · d2 белый конь · f2 белая пешка · g2 белая пешка · c1 белый король · d1 белая ладья | f8 чёрный король · e7 чёрная пешка · b6 чёрная пешка · f6 чёрная ладья · a5 чёрная пешка · c5 чёрная ладья · f5 чёрная пешка · b4 чёрный конь · c4 белый слон · g4 чёрная пешка · a3 белый ферзь · b3 белая пешка · c3 чёрный ферзь · e3 белый слон · a2 белая пешка · d2 белый конь · f2 белая пешка · g2 белая пешка · c1 белый король · d1 белая ладья | 1 |
|   | a | b | c | d | e | f | g | h |   |

|   | a | b | c | d | e | f | g | h |   |
| - | --- | --- | --- | --- | --- | --- | --- | --- | - |
| 8 | b8 чёрная ладья · f8 чёрный король · f7 чёрная пешка · g7 чёрная пешка · h7 чёрная пешка · c6 чёрный ферзь · f6 чёрный слон · g6 чёрный слон · d5 чёрная пешка · e4 чёрная пешка · a3 чёрная пешка · c3 чёрная пешка · e3 белый слон · g3 белая ладья · a2 белый слон · g2 белый ферзь · h2 белая пешка · e1 белая ладья · h1 белый король | b8 чёрная ладья · f8 чёрный король · f7 чёрная пешка · g7 чёрная пешка · h7 чёрная пешка · c6 чёрный ферзь · f6 чёрный слон · g6 чёрный слон · d5 чёрная пешка · e4 чёрная пешка · a3 чёрная пешка · c3 чёрная пешка · e3 белый слон · g3 белая ладья · a2 белый слон · g2 белый ферзь · h2 белая пешка · e1 белая ладья · h1 белый король | b8 чёрная ладья · f8 чёрный король · f7 чёрная пешка · g7 чёрная пешка · h7 чёрная пешка · c6 чёрный ферзь · f6 чёрный слон · g6 чёрный слон · d5 чёрная пешка · e4 чёрная пешка · a3 чёрная пешка · c3 чёрная пешка · e3 белый слон · g3 белая ладья · a2 белый слон · g2 белый ферзь · h2 белая пешка · e1 белая ладья · h1 белый король | b8 чёрная ладья · f8 чёрный король · f7 чёрная пешка · g7 чёрная пешка · h7 чёрная пешка · c6 чёрный ферзь · f6 чёрный слон · g6 чёрный слон · d5 чёрная пешка · e4 чёрная пешка · a3 чёрная пешка · c3 чёрная пешка · e3 белый слон · g3 белая ладья · a2 белый слон · g2 белый ферзь · h2 белая пешка · e1 белая ладья · h1 белый король | b8 чёрная ладья · f8 чёрный король · f7 чёрная пешка · g7 чёрная пешка · h7 чёрная пешка · c6 чёрный ферзь · f6 чёрный слон · g6 чёрный слон · d5 чёрная пешка · e4 чёрная пешка · a3 чёрная пешка · c3 чёрная пешка · e3 белый слон · g3 белая ладья · a2 белый слон · g2 белый ферзь · h2 белая пешка · e1 белая ладья · h1 белый король | b8 чёрная ладья · f8 чёрный король · f7 чёрная пешка · g7 чёрная пешка · h7 чёрная пешка · c6 чёрный ферзь · f6 чёрный слон · g6 чёрный слон · d5 чёрная пешка · e4 чёрная пешка · a3 чёрная пешка · c3 чёрная пешка · e3 белый слон · g3 белая ладья · a2 белый слон · g2 белый ферзь · h2 белая пешка · e1 белая ладья · h1 белый король | b8 чёрная ладья · f8 чёрный король · f7 чёрная пешка · g7 чёрная пешка · h7 чёрная пешка · c6 чёрный ферзь · f6 чёрный слон · g6 чёрный слон · d5 чёрная пешка · e4 чёрная пешка · a3 чёрная пешка · c3 чёрная пешка · e3 белый слон · g3 белая ладья · a2 белый слон · g2 белый ферзь · h2 белая пешка · e1 белая ладья · h1 белый король | b8 чёрная ладья · f8 чёрный король · f7 чёрная пешка · g7 чёрная пешка · h7 чёрная пешка · c6 чёрный ферзь · f6 чёрный слон · g6 чёрный слон · d5 чёрная пешка · e4 чёрная пешка · a3 чёрная пешка · c3 чёрная пешка · e3 белый слон · g3 белая ладья · a2 белый слон · g2 белый ферзь · h2 белая пешка · e1 белая ладья · h1 белый король | 8 |
| 7 | b8 чёрная ладья · f8 чёрный король · f7 чёрная пешка · g7 чёрная пешка · h7 чёрная пешка · c6 чёрный ферзь · f6 чёрный слон · g6 чёрный слон · d5 чёрная пешка · e4 чёрная пешка · a3 чёрная пешка · c3 чёрная пешка · e3 белый слон · g3 белая ладья · a2 белый слон · g2 белый ферзь · h2 белая пешка · e1 белая ладья · h1 белый король | b8 чёрная ладья · f8 чёрный король · f7 чёрная пешка · g7 чёрная пешка · h7 чёрная пешка · c6 чёрный ферзь · f6 чёрный слон · g6 чёрный слон · d5 чёрная пешка · e4 чёрная пешка · a3 чёрная пешка · c3 чёрная пешка · e3 белый слон · g3 белая ладья · a2 белый слон · g2 белый ферзь · h2 белая пешка · e1 белая ладья · h1 белый король | b8 чёрная ладья · f8 чёрный король · f7 чёрная пешка · g7 чёрная пешка · h7 чёрная пешка · c6 чёрный ферзь · f6 чёрный слон · g6 чёрный слон · d5 чёрная пешка · e4 чёрная пешка · a3 чёрная пешка · c3 чёрная пешка · e3 белый слон · g3 белая ладья · a2 белый слон · g2 белый ферзь · h2 белая пешка · e1 белая ладья · h1 белый король | b8 чёрная ладья · f8 чёрный король · f7 чёрная пешка · g7 чёрная пешка · h7 чёрная пешка · c6 чёрный ферзь · f6 чёрный слон · g6 чёрный слон · d5 чёрная пешка · e4 чёрная пешка · a3 чёрная пешка · c3 чёрная пешка · e3 белый слон · g3 белая ладья · a2 белый слон · g2 белый ферзь · h2 белая пешка · e1 белая ладья · h1 белый король | b8 чёрная ладья · f8 чёрный король · f7 чёрная пешка · g7 чёрная пешка · h7 чёрная пешка · c6 чёрный ферзь · f6 чёрный слон · g6 чёрный слон · d5 чёрная пешка · e4 чёрная пешка · a3 чёрная пешка · c3 чёрная пешка · e3 белый слон · g3 белая ладья · a2 белый слон · g2 белый ферзь · h2 белая пешка · e1 белая ладья · h1 белый король | b8 чёрная ладья · f8 чёрный король · f7 чёрная пешка · g7 чёрная пешка · h7 чёрная пешка · c6 чёрный ферзь · f6 чёрный слон · g6 чёрный слон · d5 чёрная пешка · e4 чёрная пешка · a3 чёрная пешка · c3 чёрная пешка · e3 белый слон · g3 белая ладья · a2 белый слон · g2 белый ферзь · h2 белая пешка · e1 белая ладья · h1 белый король | b8 чёрная ладья · f8 чёрный король · f7 чёрная пешка · g7 чёрная пешка · h7 чёрная пешка · c6 чёрный ферзь · f6 чёрный слон · g6 чёрный слон · d5 чёрная пешка · e4 чёрная пешка · a3 чёрная пешка · c3 чёрная пешка · e3 белый слон · g3 белая ладья · a2 белый слон · g2 белый ферзь · h2 белая пешка · e1 белая ладья · h1 белый король | b8 чёрная ладья · f8 чёрный король · f7 чёрная пешка · g7 чёрная пешка · h7 чёрная пешка · c6 чёрный ферзь · f6 чёрный слон · g6 чёрный слон · d5 чёрная пешка · e4 чёрная пешка · a3 чёрная пешка · c3 чёрная пешка · e3 белый слон · g3 белая ладья · a2 белый слон · g2 белый ферзь · h2 белая пешка · e1 белая ладья · h1 белый король | 7 |
| 6 | b8 чёрная ладья · f8 чёрный король · f7 чёрная пешка · g7 чёрная пешка · h7 чёрная пешка · c6 чёрный ферзь · f6 чёрный слон · g6 чёрный слон · d5 чёрная пешка · e4 чёрная пешка · a3 чёрная пешка · c3 чёрная пешка · e3 белый слон · g3 белая ладья · a2 белый слон · g2 белый ферзь · h2 белая пешка · e1 белая ладья · h1 белый король | b8 чёрная ладья · f8 чёрный король · f7 чёрная пешка · g7 чёрная пешка · h7 чёрная пешка · c6 чёрный ферзь · f6 чёрный слон · g6 чёрный слон · d5 чёрная пешка · e4 чёрная пешка · a3 чёрная пешка · c3 чёрная пешка · e3 белый слон · g3 белая ладья · a2 белый слон · g2 белый ферзь · h2 белая пешка · e1 белая ладья · h1 белый король | b8 чёрная ладья · f8 чёрный король · f7 чёрная пешка · g7 чёрная пешка · h7 чёрная пешка · c6 чёрный ферзь · f6 чёрный слон · g6 чёрный слон · d5 чёрная пешка · e4 чёрная пешка · a3 чёрная пешка · c3 чёрная пешка · e3 белый слон · g3 белая ладья · a2 белый слон · g2 белый ферзь · h2 белая пешка · e1 белая ладья · h1 белый король | b8 чёрная ладья · f8 чёрный король · f7 чёрная пешка · g7 чёрная пешка · h7 чёрная пешка · c6 чёрный ферзь · f6 чёрный слон · g6 чёрный слон · d5 чёрная пешка · e4 чёрная пешка · a3 чёрная пешка · c3 чёрная пешка · e3 белый слон · g3 белая ладья · a2 белый слон · g2 белый ферзь · h2 белая пешка · e1 белая ладья · h1 белый король | b8 чёрная ладья · f8 чёрный король · f7 чёрная пешка · g7 чёрная пешка · h7 чёрная пешка · c6 чёрный ферзь · f6 чёрный слон · g6 чёрный слон · d5 чёрная пешка · e4 чёрная пешка · a3 чёрная пешка · c3 чёрная пешка · e3 белый слон · g3 белая ладья · a2 белый слон · g2 белый ферзь · h2 белая пешка · e1 белая ладья · h1 белый король | b8 чёрная ладья · f8 чёрный король · f7 чёрная пешка · g7 чёрная пешка · h7 чёрная пешка · c6 чёрный ферзь · f6 чёрный слон · g6 чёрный слон · d5 чёрная пешка · e4 чёрная пешка · a3 чёрная пешка · c3 чёрная пешка · e3 белый слон · g3 белая ладья · a2 белый слон · g2 белый ферзь · h2 белая пешка · e1 белая ладья · h1 белый король | b8 чёрная ладья · f8 чёрный король · f7 чёрная пешка · g7 чёрная пешка · h7 чёрная пешка · c6 чёрный ферзь · f6 чёрный слон · g6 чёрный слон · d5 чёрная пешка · e4 чёрная пешка · a3 чёрная пешка · c3 чёрная пешка · e3 белый слон · g3 белая ладья · a2 белый слон · g2 белый ферзь · h2 белая пешка · e1 белая ладья · h1 белый король | b8 чёрная ладья · f8 чёрный король · f7 чёрная пешка · g7 чёрная пешка · h7 чёрная пешка · c6 чёрный ферзь · f6 чёрный слон · g6 чёрный слон · d5 чёрная пешка · e4 чёрная пешка · a3 чёрная пешка · c3 чёрная пешка · e3 белый слон · g3 белая ладья · a2 белый слон · g2 белый ферзь · h2 белая пешка · e1 белая ладья · h1 белый король | 6 |
| 5 | b8 чёрная ладья · f8 чёрный король · f7 чёрная пешка · g7 чёрная пешка · h7 чёрная пешка · c6 чёрный ферзь · f6 чёрный слон · g6 чёрный слон · d5 чёрная пешка · e4 чёрная пешка · a3 чёрная пешка · c3 чёрная пешка · e3 белый слон · g3 белая ладья · a2 белый слон · g2 белый ферзь · h2 белая пешка · e1 белая ладья · h1 белый король | b8 чёрная ладья · f8 чёрный король · f7 чёрная пешка · g7 чёрная пешка · h7 чёрная пешка · c6 чёрный ферзь · f6 чёрный слон · g6 чёрный слон · d5 чёрная пешка · e4 чёрная пешка · a3 чёрная пешка · c3 чёрная пешка · e3 белый слон · g3 белая ладья · a2 белый слон · g2 белый ферзь · h2 белая пешка · e1 белая ладья · h1 белый король | b8 чёрная ладья · f8 чёрный король · f7 чёрная пешка · g7 чёрная пешка · h7 чёрная пешка · c6 чёрный ферзь · f6 чёрный слон · g6 чёрный слон · d5 чёрная пешка · e4 чёрная пешка · a3 чёрная пешка · c3 чёрная пешка · e3 белый слон · g3 белая ладья · a2 белый слон · g2 белый ферзь · h2 белая пешка · e1 белая ладья · h1 белый король | b8 чёрная ладья · f8 чёрный король · f7 чёрная пешка · g7 чёрная пешка · h7 чёрная пешка · c6 чёрный ферзь · f6 чёрный слон · g6 чёрный слон · d5 чёрная пешка · e4 чёрная пешка · a3 чёрная пешка · c3 чёрная пешка · e3 белый слон · g3 белая ладья · a2 белый слон · g2 белый ферзь · h2 белая пешка · e1 белая ладья · h1 белый король | b8 чёрная ладья · f8 чёрный король · f7 чёрная пешка · g7 чёрная пешка · h7 чёрная пешка · c6 чёрный ферзь · f6 чёрный слон · g6 чёрный слон · d5 чёрная пешка · e4 чёрная пешка · a3 чёрная пешка · c3 чёрная пешка · e3 белый слон · g3 белая ладья · a2 белый слон · g2 белый ферзь · h2 белая пешка · e1 белая ладья · h1 белый король | b8 чёрная ладья · f8 чёрный король · f7 чёрная пешка · g7 чёрная пешка · h7 чёрная пешка · c6 чёрный ферзь · f6 чёрный слон · g6 чёрный слон · d5 чёрная пешка · e4 чёрная пешка · a3 чёрная пешка · c3 чёрная пешка · e3 белый слон · g3 белая ладья · a2 белый слон · g2 белый ферзь · h2 белая пешка · e1 белая ладья · h1 белый король | b8 чёрная ладья · f8 чёрный король · f7 чёрная пешка · g7 чёрная пешка · h7 чёрная пешка · c6 чёрный ферзь · f6 чёрный слон · g6 чёрный слон · d5 чёрная пешка · e4 чёрная пешка · a3 чёрная пешка · c3 чёрная пешка · e3 белый слон · g3 белая ладья · a2 белый слон · g2 белый ферзь · h2 белая пешка · e1 белая ладья · h1 белый король | b8 чёрная ладья · f8 чёрный король · f7 чёрная пешка · g7 чёрная пешка · h7 чёрная пешка · c6 чёрный ферзь · f6 чёрный слон · g6 чёрный слон · d5 чёрная пешка · e4 чёрная пешка · a3 чёрная пешка · c3 чёрная пешка · e3 белый слон · g3 белая ладья · a2 белый слон · g2 белый ферзь · h2 белая пешка · e1 белая ладья · h1 белый король | 5 |
| 4 | b8 чёрная ладья · f8 чёрный король · f7 чёрная пешка · g7 чёрная пешка · h7 чёрная пешка · c6 чёрный ферзь · f6 чёрный слон · g6 чёрный слон · d5 чёрная пешка · e4 чёрная пешка · a3 чёрная пешка · c3 чёрная пешка · e3 белый слон · g3 белая ладья · a2 белый слон · g2 белый ферзь · h2 белая пешка · e1 белая ладья · h1 белый король | b8 чёрная ладья · f8 чёрный король · f7 чёрная пешка · g7 чёрная пешка · h7 чёрная пешка · c6 чёрный ферзь · f6 чёрный слон · g6 чёрный слон · d5 чёрная пешка · e4 чёрная пешка · a3 чёрная пешка · c3 чёрная пешка · e3 белый слон · g3 белая ладья · a2 белый слон · g2 белый ферзь · h2 белая пешка · e1 белая ладья · h1 белый король | b8 чёрная ладья · f8 чёрный король · f7 чёрная пешка · g7 чёрная пешка · h7 чёрная пешка · c6 чёрный ферзь · f6 чёрный слон · g6 чёрный слон · d5 чёрная пешка · e4 чёрная пешка · a3 чёрная пешка · c3 чёрная пешка · e3 белый слон · g3 белая ладья · a2 белый слон · g2 белый ферзь · h2 белая пешка · e1 белая ладья · h1 белый король | b8 чёрная ладья · f8 чёрный король · f7 чёрная пешка · g7 чёрная пешка · h7 чёрная пешка · c6 чёрный ферзь · f6 чёрный слон · g6 чёрный слон · d5 чёрная пешка · e4 чёрная пешка · a3 чёрная пешка · c3 чёрная пешка · e3 белый слон · g3 белая ладья · a2 белый слон · g2 белый ферзь · h2 белая пешка · e1 белая ладья · h1 белый король | b8 чёрная ладья · f8 чёрный король · f7 чёрная пешка · g7 чёрная пешка · h7 чёрная пешка · c6 чёрный ферзь · f6 чёрный слон · g6 чёрный слон · d5 чёрная пешка · e4 чёрная пешка · a3 чёрная пешка · c3 чёрная пешка · e3 белый слон · g3 белая ладья · a2 белый слон · g2 белый ферзь · h2 белая пешка · e1 белая ладья · h1 белый король | b8 чёрная ладья · f8 чёрный король · f7 чёрная пешка · g7 чёрная пешка · h7 чёрная пешка · c6 чёрный ферзь · f6 чёрный слон · g6 чёрный слон · d5 чёрная пешка · e4 чёрная пешка · a3 чёрная пешка · c3 чёрная пешка · e3 белый слон · g3 белая ладья · a2 белый слон · g2 белый ферзь · h2 белая пешка · e1 белая ладья · h1 белый король | b8 чёрная ладья · f8 чёрный король · f7 чёрная пешка · g7 чёрная пешка · h7 чёрная пешка · c6 чёрный ферзь · f6 чёрный слон · g6 чёрный слон · d5 чёрная пешка · e4 чёрная пешка · a3 чёрная пешка · c3 чёрная пешка · e3 белый слон · g3 белая ладья · a2 белый слон · g2 белый ферзь · h2 белая пешка · e1 белая ладья · h1 белый король | b8 чёрная ладья · f8 чёрный король · f7 чёрная пешка · g7 чёрная пешка · h7 чёрная пешка · c6 чёрный ферзь · f6 чёрный слон · g6 чёрный слон · d5 чёрная пешка · e4 чёрная пешка · a3 чёрная пешка · c3 чёрная пешка · e3 белый слон · g3 белая ладья · a2 белый слон · g2 белый ферзь · h2 белая пешка · e1 белая ладья · h1 белый король | 4 |
| 3 | b8 чёрная ладья · f8 чёрный король · f7 чёрная пешка · g7 чёрная пешка · h7 чёрная пешка · c6 чёрный ферзь · f6 чёрный слон · g6 чёрный слон · d5 чёрная пешка · e4 чёрная пешка · a3 чёрная пешка · c3 чёрная пешка · e3 белый слон · g3 белая ладья · a2 белый слон · g2 белый ферзь · h2 белая пешка · e1 белая ладья · h1 белый король | b8 чёрная ладья · f8 чёрный король · f7 чёрная пешка · g7 чёрная пешка · h7 чёрная пешка · c6 чёрный ферзь · f6 чёрный слон · g6 чёрный слон · d5 чёрная пешка · e4 чёрная пешка · a3 чёрная пешка · c3 чёрная пешка · e3 белый слон · g3 белая ладья · a2 белый слон · g2 белый ферзь · h2 белая пешка · e1 белая ладья · h1 белый король | b8 чёрная ладья · f8 чёрный король · f7 чёрная пешка · g7 чёрная пешка · h7 чёрная пешка · c6 чёрный ферзь · f6 чёрный слон · g6 чёрный слон · d5 чёрная пешка · e4 чёрная пешка · a3 чёрная пешка · c3 чёрная пешка · e3 белый слон · g3 белая ладья · a2 белый слон · g2 белый ферзь · h2 белая пешка · e1 белая ладья · h1 белый король | b8 чёрная ладья · f8 чёрный король · f7 чёрная пешка · g7 чёрная пешка · h7 чёрная пешка · c6 чёрный ферзь · f6 чёрный слон · g6 чёрный слон · d5 чёрная пешка · e4 чёрная пешка · a3 чёрная пешка · c3 чёрная пешка · e3 белый слон · g3 белая ладья · a2 белый слон · g2 белый ферзь · h2 белая пешка · e1 белая ладья · h1 белый король | b8 чёрная ладья · f8 чёрный король · f7 чёрная пешка · g7 чёрная пешка · h7 чёрная пешка · c6 чёрный ферзь · f6 чёрный слон · g6 чёрный слон · d5 чёрная пешка · e4 чёрная пешка · a3 чёрная пешка · c3 чёрная пешка · e3 белый слон · g3 белая ладья · a2 белый слон · g2 белый ферзь · h2 белая пешка · e1 белая ладья · h1 белый король | b8 чёрная ладья · f8 чёрный король · f7 чёрная пешка · g7 чёрная пешка · h7 чёрная пешка · c6 чёрный ферзь · f6 чёрный слон · g6 чёрный слон · d5 чёрная пешка · e4 чёрная пешка · a3 чёрная пешка · c3 чёрная пешка · e3 белый слон · g3 белая ладья · a2 белый слон · g2 белый ферзь · h2 белая пешка · e1 белая ладья · h1 белый король | b8 чёрная ладья · f8 чёрный король · f7 чёрная пешка · g7 чёрная пешка · h7 чёрная пешка · c6 чёрный ферзь · f6 чёрный слон · g6 чёрный слон · d5 чёрная пешка · e4 чёрная пешка · a3 чёрная пешка · c3 чёрная пешка · e3 белый слон · g3 белая ладья · a2 белый слон · g2 белый ферзь · h2 белая пешка · e1 белая ладья · h1 белый король | b8 чёрная ладья · f8 чёрный король · f7 чёрная пешка · g7 чёрная пешка · h7 чёрная пешка · c6 чёрный ферзь · f6 чёрный слон · g6 чёрный слон · d5 чёрная пешка · e4 чёрная пешка · a3 чёрная пешка · c3 чёрная пешка · e3 белый слон · g3 белая ладья · a2 белый слон · g2 белый ферзь · h2 белая пешка · e1 белая ладья · h1 белый король | 3 |
| 2 | b8 чёрная ладья · f8 чёрный король · f7 чёрная пешка · g7 чёрная пешка · h7 чёрная пешка · c6 чёрный ферзь · f6 чёрный слон · g6 чёрный слон · d5 чёрная пешка · e4 чёрная пешка · a3 чёрная пешка · c3 чёрная пешка · e3 белый слон · g3 белая ладья · a2 белый слон · g2 белый ферзь · h2 белая пешка · e1 белая ладья · h1 белый король | b8 чёрная ладья · f8 чёрный король · f7 чёрная пешка · g7 чёрная пешка · h7 чёрная пешка · c6 чёрный ферзь · f6 чёрный слон · g6 чёрный слон · d5 чёрная пешка · e4 чёрная пешка · a3 чёрная пешка · c3 чёрная пешка · e3 белый слон · g3 белая ладья · a2 белый слон · g2 белый ферзь · h2 белая пешка · e1 белая ладья · h1 белый король | b8 чёрная ладья · f8 чёрный король · f7 чёрная пешка · g7 чёрная пешка · h7 чёрная пешка · c6 чёрный ферзь · f6 чёрный слон · g6 чёрный слон · d5 чёрная пешка · e4 чёрная пешка · a3 чёрная пешка · c3 чёрная пешка · e3 белый слон · g3 белая ладья · a2 белый слон · g2 белый ферзь · h2 белая пешка · e1 белая ладья · h1 белый король | b8 чёрная ладья · f8 чёрный король · f7 чёрная пешка · g7 чёрная пешка · h7 чёрная пешка · c6 чёрный ферзь · f6 чёрный слон · g6 чёрный слон · d5 чёрная пешка · e4 чёрная пешка · a3 чёрная пешка · c3 чёрная пешка · e3 белый слон · g3 белая ладья · a2 белый слон · g2 белый ферзь · h2 белая пешка · e1 белая ладья · h1 белый король | b8 чёрная ладья · f8 чёрный король · f7 чёрная пешка · g7 чёрная пешка · h7 чёрная пешка · c6 чёрный ферзь · f6 чёрный слон · g6 чёрный слон · d5 чёрная пешка · e4 чёрная пешка · a3 чёрная пешка · c3 чёрная пешка · e3 белый слон · g3 белая ладья · a2 белый слон · g2 белый ферзь · h2 белая пешка · e1 белая ладья · h1 белый король | b8 чёрная ладья · f8 чёрный король · f7 чёрная пешка · g7 чёрная пешка · h7 чёрная пешка · c6 чёрный ферзь · f6 чёрный слон · g6 чёрный слон · d5 чёрная пешка · e4 чёрная пешка · a3 чёрная пешка · c3 чёрная пешка · e3 белый слон · g3 белая ладья · a2 белый слон · g2 белый ферзь · h2 белая пешка · e1 белая ладья · h1 белый король | b8 чёрная ладья · f8 чёрный король · f7 чёрная пешка · g7 чёрная пешка · h7 чёрная пешка · c6 чёрный ферзь · f6 чёрный слон · g6 чёрный слон · d5 чёрная пешка · e4 чёрная пешка · a3 чёрная пешка · c3 чёрная пешка · e3 белый слон · g3 белая ладья · a2 белый слон · g2 белый ферзь · h2 белая пешка · e1 белая ладья · h1 белый король | b8 чёрная ладья · f8 чёрный король · f7 чёрная пешка · g7 чёрная пешка · h7 чёрная пешка · c6 чёрный ферзь · f6 чёрный слон · g6 чёрный слон · d5 чёрная пешка · e4 чёрная пешка · a3 чёрная пешка · c3 чёрная пешка · e3 белый слон · g3 белая ладья · a2 белый слон · g2 белый ферзь · h2 белая пешка · e1 белая ладья · h1 белый король | 2 |
| 1 | b8 чёрная ладья · f8 чёрный король · f7 чёрная пешка · g7 чёрная пешка · h7 чёрная пешка · c6 чёрный ферзь · f6 чёрный слон · g6 чёрный слон · d5 чёрная пешка · e4 чёрная пешка · a3 чёрная пешка · c3 чёрная пешка · e3 белый слон · g3 белая ладья · a2 белый слон · g2 белый ферзь · h2 белая пешка · e1 белая ладья · h1 белый король | b8 чёрная ладья · f8 чёрный король · f7 чёрная пешка · g7 чёрная пешка · h7 чёрная пешка · c6 чёрный ферзь · f6 чёрный слон · g6 чёрный слон · d5 чёрная пешка · e4 чёрная пешка · a3 чёрная пешка · c3 чёрная пешка · e3 белый слон · g3 белая ладья · a2 белый слон · g2 белый ферзь · h2 белая пешка · e1 белая ладья · h1 белый король | b8 чёрная ладья · f8 чёрный король · f7 чёрная пешка · g7 чёрная пешка · h7 чёрная пешка · c6 чёрный ферзь · f6 чёрный слон · g6 чёрный слон · d5 чёрная пешка · e4 чёрная пешка · a3 чёрная пешка · c3 чёрная пешка · e3 белый слон · g3 белая ладья · a2 белый слон · g2 белый ферзь · h2 белая пешка · e1 белая ладья · h1 белый король | b8 чёрная ладья · f8 чёрный король · f7 чёрная пешка · g7 чёрная пешка · h7 чёрная пешка · c6 чёрный ферзь · f6 чёрный слон · g6 чёрный слон · d5 чёрная пешка · e4 чёрная пешка · a3 чёрная пешка · c3 чёрная пешка · e3 белый слон · g3 белая ладья · a2 белый слон · g2 белый ферзь · h2 белая пешка · e1 белая ладья · h1 белый король | b8 чёрная ладья · f8 чёрный король · f7 чёрная пешка · g7 чёрная пешка · h7 чёрная пешка · c6 чёрный ферзь · f6 чёрный слон · g6 чёрный слон · d5 чёрная пешка · e4 чёрная пешка · a3 чёрная пешка · c3 чёрная пешка · e3 белый слон · g3 белая ладья · a2 белый слон · g2 белый ферзь · h2 белая пешка · e1 белая ладья · h1 белый король | b8 чёрная ладья · f8 чёрный король · f7 чёрная пешка · g7 чёрная пешка · h7 чёрная пешка · c6 чёрный ферзь · f6 чёрный слон · g6 чёрный слон · d5 чёрная пешка · e4 чёрная пешка · a3 чёрная пешка · c3 чёрная пешка · e3 белый слон · g3 белая ладья · a2 белый слон · g2 белый ферзь · h2 белая пешка · e1 белая ладья · h1 белый король | b8 чёрная ладья · f8 чёрный король · f7 чёрная пешка · g7 чёрная пешка · h7 чёрная пешка · c6 чёрный ферзь · f6 чёрный слон · g6 чёрный слон · d5 чёрная пешка · e4 чёрная пешка · a3 чёрная пешка · c3 чёрная пешка · e3 белый слон · g3 белая ладья · a2 белый слон · g2 белый ферзь · h2 белая пешка · e1 белая ладья · h1 белый король | b8 чёрная ладья · f8 чёрный король · f7 чёрная пешка · g7 чёрная пешка · h7 чёрная пешка · c6 чёрный ферзь · f6 чёрный слон · g6 чёрный слон · d5 чёрная пешка · e4 чёрная пешка · a3 чёрная пешка · c3 чёрная пешка · e3 белый слон · g3 белая ладья · a2 белый слон · g2 белый ферзь · h2 белая пешка · e1 белая ладья · h1 белый король | 1 |
|   | a | b | c | d | e | f | g | h |   |

|   | a | b | c | d | e | f | g | h |   |
| - | --- | --- | --- | --- | --- | --- | --- | --- | - |
| 8 | e8 белый ферзь · f8 белый слон · d7 белая ладья · f7 чёрная ладья · b6 чёрная ладья · e6 чёрная пешка · g6 чёрный король · h6 чёрная пешка · e5 чёрный слон · g5 чёрная пешка · e3 белая пешка · g3 чёрная пешка · h3 белая пешка · f2 белая пешка · g2 белый король | e8 белый ферзь · f8 белый слон · d7 белая ладья · f7 чёрная ладья · b6 чёрная ладья · e6 чёрная пешка · g6 чёрный король · h6 чёрная пешка · e5 чёрный слон · g5 чёрная пешка · e3 белая пешка · g3 чёрная пешка · h3 белая пешка · f2 белая пешка · g2 белый король | e8 белый ферзь · f8 белый слон · d7 белая ладья · f7 чёрная ладья · b6 чёрная ладья · e6 чёрная пешка · g6 чёрный король · h6 чёрная пешка · e5 чёрный слон · g5 чёрная пешка · e3 белая пешка · g3 чёрная пешка · h3 белая пешка · f2 белая пешка · g2 белый король | e8 белый ферзь · f8 белый слон · d7 белая ладья · f7 чёрная ладья · b6 чёрная ладья · e6 чёрная пешка · g6 чёрный король · h6 чёрная пешка · e5 чёрный слон · g5 чёрная пешка · e3 белая пешка · g3 чёрная пешка · h3 белая пешка · f2 белая пешка · g2 белый король | e8 белый ферзь · f8 белый слон · d7 белая ладья · f7 чёрная ладья · b6 чёрная ладья · e6 чёрная пешка · g6 чёрный король · h6 чёрная пешка · e5 чёрный слон · g5 чёрная пешка · e3 белая пешка · g3 чёрная пешка · h3 белая пешка · f2 белая пешка · g2 белый король | e8 белый ферзь · f8 белый слон · d7 белая ладья · f7 чёрная ладья · b6 чёрная ладья · e6 чёрная пешка · g6 чёрный король · h6 чёрная пешка · e5 чёрный слон · g5 чёрная пешка · e3 белая пешка · g3 чёрная пешка · h3 белая пешка · f2 белая пешка · g2 белый король | e8 белый ферзь · f8 белый слон · d7 белая ладья · f7 чёрная ладья · b6 чёрная ладья · e6 чёрная пешка · g6 чёрный король · h6 чёрная пешка · e5 чёрный слон · g5 чёрная пешка · e3 белая пешка · g3 чёрная пешка · h3 белая пешка · f2 белая пешка · g2 белый король | e8 белый ферзь · f8 белый слон · d7 белая ладья · f7 чёрная ладья · b6 чёрная ладья · e6 чёрная пешка · g6 чёрный король · h6 чёрная пешка · e5 чёрный слон · g5 чёрная пешка · e3 белая пешка · g3 чёрная пешка · h3 белая пешка · f2 белая пешка · g2 белый король | 8 |
| 7 | e8 белый ферзь · f8 белый слон · d7 белая ладья · f7 чёрная ладья · b6 чёрная ладья · e6 чёрная пешка · g6 чёрный король · h6 чёрная пешка · e5 чёрный слон · g5 чёрная пешка · e3 белая пешка · g3 чёрная пешка · h3 белая пешка · f2 белая пешка · g2 белый король | e8 белый ферзь · f8 белый слон · d7 белая ладья · f7 чёрная ладья · b6 чёрная ладья · e6 чёрная пешка · g6 чёрный король · h6 чёрная пешка · e5 чёрный слон · g5 чёрная пешка · e3 белая пешка · g3 чёрная пешка · h3 белая пешка · f2 белая пешка · g2 белый король | e8 белый ферзь · f8 белый слон · d7 белая ладья · f7 чёрная ладья · b6 чёрная ладья · e6 чёрная пешка · g6 чёрный король · h6 чёрная пешка · e5 чёрный слон · g5 чёрная пешка · e3 белая пешка · g3 чёрная пешка · h3 белая пешка · f2 белая пешка · g2 белый король | e8 белый ферзь · f8 белый слон · d7 белая ладья · f7 чёрная ладья · b6 чёрная ладья · e6 чёрная пешка · g6 чёрный король · h6 чёрная пешка · e5 чёрный слон · g5 чёрная пешка · e3 белая пешка · g3 чёрная пешка · h3 белая пешка · f2 белая пешка · g2 белый король | e8 белый ферзь · f8 белый слон · d7 белая ладья · f7 чёрная ладья · b6 чёрная ладья · e6 чёрная пешка · g6 чёрный король · h6 чёрная пешка · e5 чёрный слон · g5 чёрная пешка · e3 белая пешка · g3 чёрная пешка · h3 белая пешка · f2 белая пешка · g2 белый король | e8 белый ферзь · f8 белый слон · d7 белая ладья · f7 чёрная ладья · b6 чёрная ладья · e6 чёрная пешка · g6 чёрный король · h6 чёрная пешка · e5 чёрный слон · g5 чёрная пешка · e3 белая пешка · g3 чёрная пешка · h3 белая пешка · f2 белая пешка · g2 белый король | e8 белый ферзь · f8 белый слон · d7 белая ладья · f7 чёрная ладья · b6 чёрная ладья · e6 чёрная пешка · g6 чёрный король · h6 чёрная пешка · e5 чёрный слон · g5 чёрная пешка · e3 белая пешка · g3 чёрная пешка · h3 белая пешка · f2 белая пешка · g2 белый король | e8 белый ферзь · f8 белый слон · d7 белая ладья · f7 чёрная ладья · b6 чёрная ладья · e6 чёрная пешка · g6 чёрный король · h6 чёрная пешка · e5 чёрный слон · g5 чёрная пешка · e3 белая пешка · g3 чёрная пешка · h3 белая пешка · f2 белая пешка · g2 белый король | 7 |
| 6 | e8 белый ферзь · f8 белый слон · d7 белая ладья · f7 чёрная ладья · b6 чёрная ладья · e6 чёрная пешка · g6 чёрный король · h6 чёрная пешка · e5 чёрный слон · g5 чёрная пешка · e3 белая пешка · g3 чёрная пешка · h3 белая пешка · f2 белая пешка · g2 белый король | e8 белый ферзь · f8 белый слон · d7 белая ладья · f7 чёрная ладья · b6 чёрная ладья · e6 чёрная пешка · g6 чёрный король · h6 чёрная пешка · e5 чёрный слон · g5 чёрная пешка · e3 белая пешка · g3 чёрная пешка · h3 белая пешка · f2 белая пешка · g2 белый король | e8 белый ферзь · f8 белый слон · d7 белая ладья · f7 чёрная ладья · b6 чёрная ладья · e6 чёрная пешка · g6 чёрный король · h6 чёрная пешка · e5 чёрный слон · g5 чёрная пешка · e3 белая пешка · g3 чёрная пешка · h3 белая пешка · f2 белая пешка · g2 белый король | e8 белый ферзь · f8 белый слон · d7 белая ладья · f7 чёрная ладья · b6 чёрная ладья · e6 чёрная пешка · g6 чёрный король · h6 чёрная пешка · e5 чёрный слон · g5 чёрная пешка · e3 белая пешка · g3 чёрная пешка · h3 белая пешка · f2 белая пешка · g2 белый король | e8 белый ферзь · f8 белый слон · d7 белая ладья · f7 чёрная ладья · b6 чёрная ладья · e6 чёрная пешка · g6 чёрный король · h6 чёрная пешка · e5 чёрный слон · g5 чёрная пешка · e3 белая пешка · g3 чёрная пешка · h3 белая пешка · f2 белая пешка · g2 белый король | e8 белый ферзь · f8 белый слон · d7 белая ладья · f7 чёрная ладья · b6 чёрная ладья · e6 чёрная пешка · g6 чёрный король · h6 чёрная пешка · e5 чёрный слон · g5 чёрная пешка · e3 белая пешка · g3 чёрная пешка · h3 белая пешка · f2 белая пешка · g2 белый король | e8 белый ферзь · f8 белый слон · d7 белая ладья · f7 чёрная ладья · b6 чёрная ладья · e6 чёрная пешка · g6 чёрный король · h6 чёрная пешка · e5 чёрный слон · g5 чёрная пешка · e3 белая пешка · g3 чёрная пешка · h3 белая пешка · f2 белая пешка · g2 белый король | e8 белый ферзь · f8 белый слон · d7 белая ладья · f7 чёрная ладья · b6 чёрная ладья · e6 чёрная пешка · g6 чёрный король · h6 чёрная пешка · e5 чёрный слон · g5 чёрная пешка · e3 белая пешка · g3 чёрная пешка · h3 белая пешка · f2 белая пешка · g2 белый король | 6 |
| 5 | e8 белый ферзь · f8 белый слон · d7 белая ладья · f7 чёрная ладья · b6 чёрная ладья · e6 чёрная пешка · g6 чёрный король · h6 чёрная пешка · e5 чёрный слон · g5 чёрная пешка · e3 белая пешка · g3 чёрная пешка · h3 белая пешка · f2 белая пешка · g2 белый король | e8 белый ферзь · f8 белый слон · d7 белая ладья · f7 чёрная ладья · b6 чёрная ладья · e6 чёрная пешка · g6 чёрный король · h6 чёрная пешка · e5 чёрный слон · g5 чёрная пешка · e3 белая пешка · g3 чёрная пешка · h3 белая пешка · f2 белая пешка · g2 белый король | e8 белый ферзь · f8 белый слон · d7 белая ладья · f7 чёрная ладья · b6 чёрная ладья · e6 чёрная пешка · g6 чёрный король · h6 чёрная пешка · e5 чёрный слон · g5 чёрная пешка · e3 белая пешка · g3 чёрная пешка · h3 белая пешка · f2 белая пешка · g2 белый король | e8 белый ферзь · f8 белый слон · d7 белая ладья · f7 чёрная ладья · b6 чёрная ладья · e6 чёрная пешка · g6 чёрный король · h6 чёрная пешка · e5 чёрный слон · g5 чёрная пешка · e3 белая пешка · g3 чёрная пешка · h3 белая пешка · f2 белая пешка · g2 белый король | e8 белый ферзь · f8 белый слон · d7 белая ладья · f7 чёрная ладья · b6 чёрная ладья · e6 чёрная пешка · g6 чёрный король · h6 чёрная пешка · e5 чёрный слон · g5 чёрная пешка · e3 белая пешка · g3 чёрная пешка · h3 белая пешка · f2 белая пешка · g2 белый король | e8 белый ферзь · f8 белый слон · d7 белая ладья · f7 чёрная ладья · b6 чёрная ладья · e6 чёрная пешка · g6 чёрный король · h6 чёрная пешка · e5 чёрный слон · g5 чёрная пешка · e3 белая пешка · g3 чёрная пешка · h3 белая пешка · f2 белая пешка · g2 белый король | e8 белый ферзь · f8 белый слон · d7 белая ладья · f7 чёрная ладья · b6 чёрная ладья · e6 чёрная пешка · g6 чёрный король · h6 чёрная пешка · e5 чёрный слон · g5 чёрная пешка · e3 белая пешка · g3 чёрная пешка · h3 белая пешка · f2 белая пешка · g2 белый король | e8 белый ферзь · f8 белый слон · d7 белая ладья · f7 чёрная ладья · b6 чёрная ладья · e6 чёрная пешка · g6 чёрный король · h6 чёрная пешка · e5 чёрный слон · g5 чёрная пешка · e3 белая пешка · g3 чёрная пешка · h3 белая пешка · f2 белая пешка · g2 белый король | 5 |
| 4 | e8 белый ферзь · f8 белый слон · d7 белая ладья · f7 чёрная ладья · b6 чёрная ладья · e6 чёрная пешка · g6 чёрный король · h6 чёрная пешка · e5 чёрный слон · g5 чёрная пешка · e3 белая пешка · g3 чёрная пешка · h3 белая пешка · f2 белая пешка · g2 белый король | e8 белый ферзь · f8 белый слон · d7 белая ладья · f7 чёрная ладья · b6 чёрная ладья · e6 чёрная пешка · g6 чёрный король · h6 чёрная пешка · e5 чёрный слон · g5 чёрная пешка · e3 белая пешка · g3 чёрная пешка · h3 белая пешка · f2 белая пешка · g2 белый король | e8 белый ферзь · f8 белый слон · d7 белая ладья · f7 чёрная ладья · b6 чёрная ладья · e6 чёрная пешка · g6 чёрный король · h6 чёрная пешка · e5 чёрный слон · g5 чёрная пешка · e3 белая пешка · g3 чёрная пешка · h3 белая пешка · f2 белая пешка · g2 белый король | e8 белый ферзь · f8 белый слон · d7 белая ладья · f7 чёрная ладья · b6 чёрная ладья · e6 чёрная пешка · g6 чёрный король · h6 чёрная пешка · e5 чёрный слон · g5 чёрная пешка · e3 белая пешка · g3 чёрная пешка · h3 белая пешка · f2 белая пешка · g2 белый король | e8 белый ферзь · f8 белый слон · d7 белая ладья · f7 чёрная ладья · b6 чёрная ладья · e6 чёрная пешка · g6 чёрный король · h6 чёрная пешка · e5 чёрный слон · g5 чёрная пешка · e3 белая пешка · g3 чёрная пешка · h3 белая пешка · f2 белая пешка · g2 белый король | e8 белый ферзь · f8 белый слон · d7 белая ладья · f7 чёрная ладья · b6 чёрная ладья · e6 чёрная пешка · g6 чёрный король · h6 чёрная пешка · e5 чёрный слон · g5 чёрная пешка · e3 белая пешка · g3 чёрная пешка · h3 белая пешка · f2 белая пешка · g2 белый король | e8 белый ферзь · f8 белый слон · d7 белая ладья · f7 чёрная ладья · b6 чёрная ладья · e6 чёрная пешка · g6 чёрный король · h6 чёрная пешка · e5 чёрный слон · g5 чёрная пешка · e3 белая пешка · g3 чёрная пешка · h3 белая пешка · f2 белая пешка · g2 белый король | e8 белый ферзь · f8 белый слон · d7 белая ладья · f7 чёрная ладья · b6 чёрная ладья · e6 чёрная пешка · g6 чёрный король · h6 чёрная пешка · e5 чёрный слон · g5 чёрная пешка · e3 белая пешка · g3 чёрная пешка · h3 белая пешка · f2 белая пешка · g2 белый король | 4 |
| 3 | e8 белый ферзь · f8 белый слон · d7 белая ладья · f7 чёрная ладья · b6 чёрная ладья · e6 чёрная пешка · g6 чёрный король · h6 чёрная пешка · e5 чёрный слон · g5 чёрная пешка · e3 белая пешка · g3 чёрная пешка · h3 белая пешка · f2 белая пешка · g2 белый король | e8 белый ферзь · f8 белый слон · d7 белая ладья · f7 чёрная ладья · b6 чёрная ладья · e6 чёрная пешка · g6 чёрный король · h6 чёрная пешка · e5 чёрный слон · g5 чёрная пешка · e3 белая пешка · g3 чёрная пешка · h3 белая пешка · f2 белая пешка · g2 белый король | e8 белый ферзь · f8 белый слон · d7 белая ладья · f7 чёрная ладья · b6 чёрная ладья · e6 чёрная пешка · g6 чёрный король · h6 чёрная пешка · e5 чёрный слон · g5 чёрная пешка · e3 белая пешка · g3 чёрная пешка · h3 белая пешка · f2 белая пешка · g2 белый король | e8 белый ферзь · f8 белый слон · d7 белая ладья · f7 чёрная ладья · b6 чёрная ладья · e6 чёрная пешка · g6 чёрный король · h6 чёрная пешка · e5 чёрный слон · g5 чёрная пешка · e3 белая пешка · g3 чёрная пешка · h3 белая пешка · f2 белая пешка · g2 белый король | e8 белый ферзь · f8 белый слон · d7 белая ладья · f7 чёрная ладья · b6 чёрная ладья · e6 чёрная пешка · g6 чёрный король · h6 чёрная пешка · e5 чёрный слон · g5 чёрная пешка · e3 белая пешка · g3 чёрная пешка · h3 белая пешка · f2 белая пешка · g2 белый король | e8 белый ферзь · f8 белый слон · d7 белая ладья · f7 чёрная ладья · b6 чёрная ладья · e6 чёрная пешка · g6 чёрный король · h6 чёрная пешка · e5 чёрный слон · g5 чёрная пешка · e3 белая пешка · g3 чёрная пешка · h3 белая пешка · f2 белая пешка · g2 белый король | e8 белый ферзь · f8 белый слон · d7 белая ладья · f7 чёрная ладья · b6 чёрная ладья · e6 чёрная пешка · g6 чёрный король · h6 чёрная пешка · e5 чёрный слон · g5 чёрная пешка · e3 белая пешка · g3 чёрная пешка · h3 белая пешка · f2 белая пешка · g2 белый король | e8 белый ферзь · f8 белый слон · d7 белая ладья · f7 чёрная ладья · b6 чёрная ладья · e6 чёрная пешка · g6 чёрный король · h6 чёрная пешка · e5 чёрный слон · g5 чёрная пешка · e3 белая пешка · g3 чёрная пешка · h3 белая пешка · f2 белая пешка · g2 белый король | 3 |
| 2 | e8 белый ферзь · f8 белый слон · d7 белая ладья · f7 чёрная ладья · b6 чёрная ладья · e6 чёрная пешка · g6 чёрный король · h6 чёрная пешка · e5 чёрный слон · g5 чёрная пешка · e3 белая пешка · g3 чёрная пешка · h3 белая пешка · f2 белая пешка · g2 белый король | e8 белый ферзь · f8 белый слон · d7 белая ладья · f7 чёрная ладья · b6 чёрная ладья · e6 чёрная пешка · g6 чёрный король · h6 чёрная пешка · e5 чёрный слон · g5 чёрная пешка · e3 белая пешка · g3 чёрная пешка · h3 белая пешка · f2 белая пешка · g2 белый король | e8 белый ферзь · f8 белый слон · d7 белая ладья · f7 чёрная ладья · b6 чёрная ладья · e6 чёрная пешка · g6 чёрный король · h6 чёрная пешка · e5 чёрный слон · g5 чёрная пешка · e3 белая пешка · g3 чёрная пешка · h3 белая пешка · f2 белая пешка · g2 белый король | e8 белый ферзь · f8 белый слон · d7 белая ладья · f7 чёрная ладья · b6 чёрная ладья · e6 чёрная пешка · g6 чёрный король · h6 чёрная пешка · e5 чёрный слон · g5 чёрная пешка · e3 белая пешка · g3 чёрная пешка · h3 белая пешка · f2 белая пешка · g2 белый король | e8 белый ферзь · f8 белый слон · d7 белая ладья · f7 чёрная ладья · b6 чёрная ладья · e6 чёрная пешка · g6 чёрный король · h6 чёрная пешка · e5 чёрный слон · g5 чёрная пешка · e3 белая пешка · g3 чёрная пешка · h3 белая пешка · f2 белая пешка · g2 белый король | e8 белый ферзь · f8 белый слон · d7 белая ладья · f7 чёрная ладья · b6 чёрная ладья · e6 чёрная пешка · g6 чёрный король · h6 чёрная пешка · e5 чёрный слон · g5 чёрная пешка · e3 белая пешка · g3 чёрная пешка · h3 белая пешка · f2 белая пешка · g2 белый король | e8 белый ферзь · f8 белый слон · d7 белая ладья · f7 чёрная ладья · b6 чёрная ладья · e6 чёрная пешка · g6 чёрный король · h6 чёрная пешка · e5 чёрный слон · g5 чёрная пешка · e3 белая пешка · g3 чёрная пешка · h3 белая пешка · f2 белая пешка · g2 белый король | e8 белый ферзь · f8 белый слон · d7 белая ладья · f7 чёрная ладья · b6 чёрная ладья · e6 чёрная пешка · g6 чёрный король · h6 чёрная пешка · e5 чёрный слон · g5 чёрная пешка · e3 белая пешка · g3 чёрная пешка · h3 белая пешка · f2 белая пешка · g2 белый король | 2 |
| 1 | e8 белый ферзь · f8 белый слон · d7 белая ладья · f7 чёрная ладья · b6 чёрная ладья · e6 чёрная пешка · g6 чёрный король · h6 чёрная пешка · e5 чёрный слон · g5 чёрная пешка · e3 белая пешка · g3 чёрная пешка · h3 белая пешка · f2 белая пешка · g2 белый король | e8 белый ферзь · f8 белый слон · d7 белая ладья · f7 чёрная ладья · b6 чёрная ладья · e6 чёрная пешка · g6 чёрный король · h6 чёрная пешка · e5 чёрный слон · g5 чёрная пешка · e3 белая пешка · g3 чёрная пешка · h3 белая пешка · f2 белая пешка · g2 белый король | e8 белый ферзь · f8 белый слон · d7 белая ладья · f7 чёрная ладья · b6 чёрная ладья · e6 чёрная пешка · g6 чёрный король · h6 чёрная пешка · e5 чёрный слон · g5 чёрная пешка · e3 белая пешка · g3 чёрная пешка · h3 белая пешка · f2 белая пешка · g2 белый король | e8 белый ферзь · f8 белый слон · d7 белая ладья · f7 чёрная ладья · b6 чёрная ладья · e6 чёрная пешка · g6 чёрный король · h6 чёрная пешка · e5 чёрный слон · g5 чёрная пешка · e3 белая пешка · g3 чёрная пешка · h3 белая пешка · f2 белая пешка · g2 белый король | e8 белый ферзь · f8 белый слон · d7 белая ладья · f7 чёрная ладья · b6 чёрная ладья · e6 чёрная пешка · g6 чёрный король · h6 чёрная пешка · e5 чёрный слон · g5 чёрная пешка · e3 белая пешка · g3 чёрная пешка · h3 белая пешка · f2 белая пешка · g2 белый король | e8 белый ферзь · f8 белый слон · d7 белая ладья · f7 чёрная ладья · b6 чёрная ладья · e6 чёрная пешка · g6 чёрный король · h6 чёрная пешка · e5 чёрный слон · g5 чёрная пешка · e3 белая пешка · g3 чёрная пешка · h3 белая пешка · f2 белая пешка · g2 белый король | e8 белый ферзь · f8 белый слон · d7 белая ладья · f7 чёрная ладья · b6 чёрная ладья · e6 чёрная пешка · g6 чёрный король · h6 чёрная пешка · e5 чёрный слон · g5 чёрная пешка · e3 белая пешка · g3 чёрная пешка · h3 белая пешка · f2 белая пешка · g2 белый король | e8 белый ферзь · f8 белый слон · d7 белая ладья · f7 чёрная ладья · b6 чёрная ладья · e6 чёрная пешка · g6 чёрный король · h6 чёрная пешка · e5 чёрный слон · g5 чёрная пешка · e3 белая пешка · g3 чёрная пешка · h3 белая пешка · f2 белая пешка · g2 белый король | 1 |
|   | a | b | c | d | e | f | g | h |   |

|   | a | b | c | d | e | f | g | h |   |
| - | --- | --- | --- | --- | --- | --- | --- | --- | - |
| 8 | g8 чёрный король · c7 чёрная пешка · h7 чёрная ладья · b6 чёрная пешка · d6 чёрная пешка · e6 белая ладья · f6 белая пешка · g6 белый король · a5 чёрная пешка · d5 белая пешка · a4 белая пешка · h4 чёрная пешка · b3 белая пешка | g8 чёрный король · c7 чёрная пешка · h7 чёрная ладья · b6 чёрная пешка · d6 чёрная пешка · e6 белая ладья · f6 белая пешка · g6 белый король · a5 чёрная пешка · d5 белая пешка · a4 белая пешка · h4 чёрная пешка · b3 белая пешка | g8 чёрный король · c7 чёрная пешка · h7 чёрная ладья · b6 чёрная пешка · d6 чёрная пешка · e6 белая ладья · f6 белая пешка · g6 белый король · a5 чёрная пешка · d5 белая пешка · a4 белая пешка · h4 чёрная пешка · b3 белая пешка | g8 чёрный король · c7 чёрная пешка · h7 чёрная ладья · b6 чёрная пешка · d6 чёрная пешка · e6 белая ладья · f6 белая пешка · g6 белый король · a5 чёрная пешка · d5 белая пешка · a4 белая пешка · h4 чёрная пешка · b3 белая пешка | g8 чёрный король · c7 чёрная пешка · h7 чёрная ладья · b6 чёрная пешка · d6 чёрная пешка · e6 белая ладья · f6 белая пешка · g6 белый король · a5 чёрная пешка · d5 белая пешка · a4 белая пешка · h4 чёрная пешка · b3 белая пешка | g8 чёрный король · c7 чёрная пешка · h7 чёрная ладья · b6 чёрная пешка · d6 чёрная пешка · e6 белая ладья · f6 белая пешка · g6 белый король · a5 чёрная пешка · d5 белая пешка · a4 белая пешка · h4 чёрная пешка · b3 белая пешка | g8 чёрный король · c7 чёрная пешка · h7 чёрная ладья · b6 чёрная пешка · d6 чёрная пешка · e6 белая ладья · f6 белая пешка · g6 белый король · a5 чёрная пешка · d5 белая пешка · a4 белая пешка · h4 чёрная пешка · b3 белая пешка | g8 чёрный король · c7 чёрная пешка · h7 чёрная ладья · b6 чёрная пешка · d6 чёрная пешка · e6 белая ладья · f6 белая пешка · g6 белый король · a5 чёрная пешка · d5 белая пешка · a4 белая пешка · h4 чёрная пешка · b3 белая пешка | 8 |
| 7 | g8 чёрный король · c7 чёрная пешка · h7 чёрная ладья · b6 чёрная пешка · d6 чёрная пешка · e6 белая ладья · f6 белая пешка · g6 белый король · a5 чёрная пешка · d5 белая пешка · a4 белая пешка · h4 чёрная пешка · b3 белая пешка | g8 чёрный король · c7 чёрная пешка · h7 чёрная ладья · b6 чёрная пешка · d6 чёрная пешка · e6 белая ладья · f6 белая пешка · g6 белый король · a5 чёрная пешка · d5 белая пешка · a4 белая пешка · h4 чёрная пешка · b3 белая пешка | g8 чёрный король · c7 чёрная пешка · h7 чёрная ладья · b6 чёрная пешка · d6 чёрная пешка · e6 белая ладья · f6 белая пешка · g6 белый король · a5 чёрная пешка · d5 белая пешка · a4 белая пешка · h4 чёрная пешка · b3 белая пешка | g8 чёрный король · c7 чёрная пешка · h7 чёрная ладья · b6 чёрная пешка · d6 чёрная пешка · e6 белая ладья · f6 белая пешка · g6 белый король · a5 чёрная пешка · d5 белая пешка · a4 белая пешка · h4 чёрная пешка · b3 белая пешка | g8 чёрный король · c7 чёрная пешка · h7 чёрная ладья · b6 чёрная пешка · d6 чёрная пешка · e6 белая ладья · f6 белая пешка · g6 белый король · a5 чёрная пешка · d5 белая пешка · a4 белая пешка · h4 чёрная пешка · b3 белая пешка | g8 чёрный король · c7 чёрная пешка · h7 чёрная ладья · b6 чёрная пешка · d6 чёрная пешка · e6 белая ладья · f6 белая пешка · g6 белый король · a5 чёрная пешка · d5 белая пешка · a4 белая пешка · h4 чёрная пешка · b3 белая пешка | g8 чёрный король · c7 чёрная пешка · h7 чёрная ладья · b6 чёрная пешка · d6 чёрная пешка · e6 белая ладья · f6 белая пешка · g6 белый король · a5 чёрная пешка · d5 белая пешка · a4 белая пешка · h4 чёрная пешка · b3 белая пешка | g8 чёрный король · c7 чёрная пешка · h7 чёрная ладья · b6 чёрная пешка · d6 чёрная пешка · e6 белая ладья · f6 белая пешка · g6 белый король · a5 чёрная пешка · d5 белая пешка · a4 белая пешка · h4 чёрная пешка · b3 белая пешка | 7 |
| 6 | g8 чёрный король · c7 чёрная пешка · h7 чёрная ладья · b6 чёрная пешка · d6 чёрная пешка · e6 белая ладья · f6 белая пешка · g6 белый король · a5 чёрная пешка · d5 белая пешка · a4 белая пешка · h4 чёрная пешка · b3 белая пешка | g8 чёрный король · c7 чёрная пешка · h7 чёрная ладья · b6 чёрная пешка · d6 чёрная пешка · e6 белая ладья · f6 белая пешка · g6 белый король · a5 чёрная пешка · d5 белая пешка · a4 белая пешка · h4 чёрная пешка · b3 белая пешка | g8 чёрный король · c7 чёрная пешка · h7 чёрная ладья · b6 чёрная пешка · d6 чёрная пешка · e6 белая ладья · f6 белая пешка · g6 белый король · a5 чёрная пешка · d5 белая пешка · a4 белая пешка · h4 чёрная пешка · b3 белая пешка | g8 чёрный король · c7 чёрная пешка · h7 чёрная ладья · b6 чёрная пешка · d6 чёрная пешка · e6 белая ладья · f6 белая пешка · g6 белый король · a5 чёрная пешка · d5 белая пешка · a4 белая пешка · h4 чёрная пешка · b3 белая пешка | g8 чёрный король · c7 чёрная пешка · h7 чёрная ладья · b6 чёрная пешка · d6 чёрная пешка · e6 белая ладья · f6 белая пешка · g6 белый король · a5 чёрная пешка · d5 белая пешка · a4 белая пешка · h4 чёрная пешка · b3 белая пешка | g8 чёрный король · c7 чёрная пешка · h7 чёрная ладья · b6 чёрная пешка · d6 чёрная пешка · e6 белая ладья · f6 белая пешка · g6 белый король · a5 чёрная пешка · d5 белая пешка · a4 белая пешка · h4 чёрная пешка · b3 белая пешка | g8 чёрный король · c7 чёрная пешка · h7 чёрная ладья · b6 чёрная пешка · d6 чёрная пешка · e6 белая ладья · f6 белая пешка · g6 белый король · a5 чёрная пешка · d5 белая пешка · a4 белая пешка · h4 чёрная пешка · b3 белая пешка | g8 чёрный король · c7 чёрная пешка · h7 чёрная ладья · b6 чёрная пешка · d6 чёрная пешка · e6 белая ладья · f6 белая пешка · g6 белый король · a5 чёрная пешка · d5 белая пешка · a4 белая пешка · h4 чёрная пешка · b3 белая пешка | 6 |
| 5 | g8 чёрный король · c7 чёрная пешка · h7 чёрная ладья · b6 чёрная пешка · d6 чёрная пешка · e6 белая ладья · f6 белая пешка · g6 белый король · a5 чёрная пешка · d5 белая пешка · a4 белая пешка · h4 чёрная пешка · b3 белая пешка | g8 чёрный король · c7 чёрная пешка · h7 чёрная ладья · b6 чёрная пешка · d6 чёрная пешка · e6 белая ладья · f6 белая пешка · g6 белый король · a5 чёрная пешка · d5 белая пешка · a4 белая пешка · h4 чёрная пешка · b3 белая пешка | g8 чёрный король · c7 чёрная пешка · h7 чёрная ладья · b6 чёрная пешка · d6 чёрная пешка · e6 белая ладья · f6 белая пешка · g6 белый король · a5 чёрная пешка · d5 белая пешка · a4 белая пешка · h4 чёрная пешка · b3 белая пешка | g8 чёрный король · c7 чёрная пешка · h7 чёрная ладья · b6 чёрная пешка · d6 чёрная пешка · e6 белая ладья · f6 белая пешка · g6 белый король · a5 чёрная пешка · d5 белая пешка · a4 белая пешка · h4 чёрная пешка · b3 белая пешка | g8 чёрный король · c7 чёрная пешка · h7 чёрная ладья · b6 чёрная пешка · d6 чёрная пешка · e6 белая ладья · f6 белая пешка · g6 белый король · a5 чёрная пешка · d5 белая пешка · a4 белая пешка · h4 чёрная пешка · b3 белая пешка | g8 чёрный король · c7 чёрная пешка · h7 чёрная ладья · b6 чёрная пешка · d6 чёрная пешка · e6 белая ладья · f6 белая пешка · g6 белый король · a5 чёрная пешка · d5 белая пешка · a4 белая пешка · h4 чёрная пешка · b3 белая пешка | g8 чёрный король · c7 чёрная пешка · h7 чёрная ладья · b6 чёрная пешка · d6 чёрная пешка · e6 белая ладья · f6 белая пешка · g6 белый король · a5 чёрная пешка · d5 белая пешка · a4 белая пешка · h4 чёрная пешка · b3 белая пешка | g8 чёрный король · c7 чёрная пешка · h7 чёрная ладья · b6 чёрная пешка · d6 чёрная пешка · e6 белая ладья · f6 белая пешка · g6 белый король · a5 чёрная пешка · d5 белая пешка · a4 белая пешка · h4 чёрная пешка · b3 белая пешка | 5 |
| 4 | g8 чёрный король · c7 чёрная пешка · h7 чёрная ладья · b6 чёрная пешка · d6 чёрная пешка · e6 белая ладья · f6 белая пешка · g6 белый король · a5 чёрная пешка · d5 белая пешка · a4 белая пешка · h4 чёрная пешка · b3 белая пешка | g8 чёрный король · c7 чёрная пешка · h7 чёрная ладья · b6 чёрная пешка · d6 чёрная пешка · e6 белая ладья · f6 белая пешка · g6 белый король · a5 чёрная пешка · d5 белая пешка · a4 белая пешка · h4 чёрная пешка · b3 белая пешка | g8 чёрный король · c7 чёрная пешка · h7 чёрная ладья · b6 чёрная пешка · d6 чёрная пешка · e6 белая ладья · f6 белая пешка · g6 белый король · a5 чёрная пешка · d5 белая пешка · a4 белая пешка · h4 чёрная пешка · b3 белая пешка | g8 чёрный король · c7 чёрная пешка · h7 чёрная ладья · b6 чёрная пешка · d6 чёрная пешка · e6 белая ладья · f6 белая пешка · g6 белый король · a5 чёрная пешка · d5 белая пешка · a4 белая пешка · h4 чёрная пешка · b3 белая пешка | g8 чёрный король · c7 чёрная пешка · h7 чёрная ладья · b6 чёрная пешка · d6 чёрная пешка · e6 белая ладья · f6 белая пешка · g6 белый король · a5 чёрная пешка · d5 белая пешка · a4 белая пешка · h4 чёрная пешка · b3 белая пешка | g8 чёрный король · c7 чёрная пешка · h7 чёрная ладья · b6 чёрная пешка · d6 чёрная пешка · e6 белая ладья · f6 белая пешка · g6 белый король · a5 чёрная пешка · d5 белая пешка · a4 белая пешка · h4 чёрная пешка · b3 белая пешка | g8 чёрный король · c7 чёрная пешка · h7 чёрная ладья · b6 чёрная пешка · d6 чёрная пешка · e6 белая ладья · f6 белая пешка · g6 белый король · a5 чёрная пешка · d5 белая пешка · a4 белая пешка · h4 чёрная пешка · b3 белая пешка | g8 чёрный король · c7 чёрная пешка · h7 чёрная ладья · b6 чёрная пешка · d6 чёрная пешка · e6 белая ладья · f6 белая пешка · g6 белый король · a5 чёрная пешка · d5 белая пешка · a4 белая пешка · h4 чёрная пешка · b3 белая пешка | 4 |
| 3 | g8 чёрный король · c7 чёрная пешка · h7 чёрная ладья · b6 чёрная пешка · d6 чёрная пешка · e6 белая ладья · f6 белая пешка · g6 белый король · a5 чёрная пешка · d5 белая пешка · a4 белая пешка · h4 чёрная пешка · b3 белая пешка | g8 чёрный король · c7 чёрная пешка · h7 чёрная ладья · b6 чёрная пешка · d6 чёрная пешка · e6 белая ладья · f6 белая пешка · g6 белый король · a5 чёрная пешка · d5 белая пешка · a4 белая пешка · h4 чёрная пешка · b3 белая пешка | g8 чёрный король · c7 чёрная пешка · h7 чёрная ладья · b6 чёрная пешка · d6 чёрная пешка · e6 белая ладья · f6 белая пешка · g6 белый король · a5 чёрная пешка · d5 белая пешка · a4 белая пешка · h4 чёрная пешка · b3 белая пешка | g8 чёрный король · c7 чёрная пешка · h7 чёрная ладья · b6 чёрная пешка · d6 чёрная пешка · e6 белая ладья · f6 белая пешка · g6 белый король · a5 чёрная пешка · d5 белая пешка · a4 белая пешка · h4 чёрная пешка · b3 белая пешка | g8 чёрный король · c7 чёрная пешка · h7 чёрная ладья · b6 чёрная пешка · d6 чёрная пешка · e6 белая ладья · f6 белая пешка · g6 белый король · a5 чёрная пешка · d5 белая пешка · a4 белая пешка · h4 чёрная пешка · b3 белая пешка | g8 чёрный король · c7 чёрная пешка · h7 чёрная ладья · b6 чёрная пешка · d6 чёрная пешка · e6 белая ладья · f6 белая пешка · g6 белый король · a5 чёрная пешка · d5 белая пешка · a4 белая пешка · h4 чёрная пешка · b3 белая пешка | g8 чёрный король · c7 чёрная пешка · h7 чёрная ладья · b6 чёрная пешка · d6 чёрная пешка · e6 белая ладья · f6 белая пешка · g6 белый король · a5 чёрная пешка · d5 белая пешка · a4 белая пешка · h4 чёрная пешка · b3 белая пешка | g8 чёрный король · c7 чёрная пешка · h7 чёрная ладья · b6 чёрная пешка · d6 чёрная пешка · e6 белая ладья · f6 белая пешка · g6 белый король · a5 чёрная пешка · d5 белая пешка · a4 белая пешка · h4 чёрная пешка · b3 белая пешка | 3 |
| 2 | g8 чёрный король · c7 чёрная пешка · h7 чёрная ладья · b6 чёрная пешка · d6 чёрная пешка · e6 белая ладья · f6 белая пешка · g6 белый король · a5 чёрная пешка · d5 белая пешка · a4 белая пешка · h4 чёрная пешка · b3 белая пешка | g8 чёрный король · c7 чёрная пешка · h7 чёрная ладья · b6 чёрная пешка · d6 чёрная пешка · e6 белая ладья · f6 белая пешка · g6 белый король · a5 чёрная пешка · d5 белая пешка · a4 белая пешка · h4 чёрная пешка · b3 белая пешка | g8 чёрный король · c7 чёрная пешка · h7 чёрная ладья · b6 чёрная пешка · d6 чёрная пешка · e6 белая ладья · f6 белая пешка · g6 белый король · a5 чёрная пешка · d5 белая пешка · a4 белая пешка · h4 чёрная пешка · b3 белая пешка | g8 чёрный король · c7 чёрная пешка · h7 чёрная ладья · b6 чёрная пешка · d6 чёрная пешка · e6 белая ладья · f6 белая пешка · g6 белый король · a5 чёрная пешка · d5 белая пешка · a4 белая пешка · h4 чёрная пешка · b3 белая пешка | g8 чёрный король · c7 чёрная пешка · h7 чёрная ладья · b6 чёрная пешка · d6 чёрная пешка · e6 белая ладья · f6 белая пешка · g6 белый король · a5 чёрная пешка · d5 белая пешка · a4 белая пешка · h4 чёрная пешка · b3 белая пешка | g8 чёрный король · c7 чёрная пешка · h7 чёрная ладья · b6 чёрная пешка · d6 чёрная пешка · e6 белая ладья · f6 белая пешка · g6 белый король · a5 чёрная пешка · d5 белая пешка · a4 белая пешка · h4 чёрная пешка · b3 белая пешка | g8 чёрный король · c7 чёрная пешка · h7 чёрная ладья · b6 чёрная пешка · d6 чёрная пешка · e6 белая ладья · f6 белая пешка · g6 белый король · a5 чёрная пешка · d5 белая пешка · a4 белая пешка · h4 чёрная пешка · b3 белая пешка | g8 чёрный король · c7 чёрная пешка · h7 чёрная ладья · b6 чёрная пешка · d6 чёрная пешка · e6 белая ладья · f6 белая пешка · g6 белый король · a5 чёрная пешка · d5 белая пешка · a4 белая пешка · h4 чёрная пешка · b3 белая пешка | 2 |
| 1 | g8 чёрный король · c7 чёрная пешка · h7 чёрная ладья · b6 чёрная пешка · d6 чёрная пешка · e6 белая ладья · f6 белая пешка · g6 белый король · a5 чёрная пешка · d5 белая пешка · a4 белая пешка · h4 чёрная пешка · b3 белая пешка | g8 чёрный король · c7 чёрная пешка · h7 чёрная ладья · b6 чёрная пешка · d6 чёрная пешка · e6 белая ладья · f6 белая пешка · g6 белый король · a5 чёрная пешка · d5 белая пешка · a4 белая пешка · h4 чёрная пешка · b3 белая пешка | g8 чёрный король · c7 чёрная пешка · h7 чёрная ладья · b6 чёрная пешка · d6 чёрная пешка · e6 белая ладья · f6 белая пешка · g6 белый король · a5 чёрная пешка · d5 белая пешка · a4 белая пешка · h4 чёрная пешка · b3 белая пешка | g8 чёрный король · c7 чёрная пешка · h7 чёрная ладья · b6 чёрная пешка · d6 чёрная пешка · e6 белая ладья · f6 белая пешка · g6 белый король · a5 чёрная пешка · d5 белая пешка · a4 белая пешка · h4 чёрная пешка · b3 белая пешка | g8 чёрный король · c7 чёрная пешка · h7 чёрная ладья · b6 чёрная пешка · d6 чёрная пешка · e6 белая ладья · f6 белая пешка · g6 белый король · a5 чёрная пешка · d5 белая пешка · a4 белая пешка · h4 чёрная пешка · b3 белая пешка | g8 чёрный король · c7 чёрная пешка · h7 чёрная ладья · b6 чёрная пешка · d6 чёрная пешка · e6 белая ладья · f6 белая пешка · g6 белый король · a5 чёрная пешка · d5 белая пешка · a4 белая пешка · h4 чёрная пешка · b3 белая пешка | g8 чёрный король · c7 чёрная пешка · h7 чёрная ладья · b6 чёрная пешка · d6 чёрная пешка · e6 белая ладья · f6 белая пешка · g6 белый король · a5 чёрная пешка · d5 белая пешка · a4 белая пешка · h4 чёрная пешка · b3 белая пешка | g8 чёрный король · c7 чёрная пешка · h7 чёрная ладья · b6 чёрная пешка · d6 чёрная пешка · e6 белая ладья · f6 белая пешка · g6 белый король · a5 чёрная пешка · d5 белая пешка · a4 белая пешка · h4 чёрная пешка · b3 белая пешка | 1 |
|   | a | b | c | d | e | f | g | h |   |

### Полуфинал
| 1 | Камский, Гата     | США     | 2732 | ½ | ½ | ½ | ½ | 2 | ½       | ½       | 1       | 0       | 2 | 0    | 0    | 0  |  |  |
| 1 | Гельфанд, Борис   | Израиль | 2733 | ½ | ½ | ½ | ½ | 2 | ½       | ½       | 0       | 1       | 2 | 1    | 1    | 2  |  |  |
|   |                   |         |      |   |   |   |   |   |         |         |         |         |   |      |      |    |  |  |
| 2 | Грищук, Александр | Россия  | 2747 | ½ | ½ | ½ | ½ | 2 | ½       | ½       | ½       | ½       | 2 | 1    | ½    | 1½ |  |  |
| 2 | Крамник, Владимир | Россия  | 2785 | ½ | ½ | ½ | ½ | 2 | ½       | ½       | ½       | ½       | 2 | 0    | ½    | ½  |  |  |
|   |                   |         |      |   |   |   |   |   | Быстрые | Быстрые | Быстрые | Быстрые |   | Блиц | Блиц |    |  |  |

|   | a | b | c | d | e | f | g | h |   |
| - | --- | --- | --- | --- | --- | --- | --- | --- | - |
| 8 | d6 белая пешка · f6 белая ладья · h6 белая пешка · e5 чёрный король · g5 белая пешка · a4 чёрная пешка · d2 чёрная ладья · f2 белая пешка · g2 белый король | d6 белая пешка · f6 белая ладья · h6 белая пешка · e5 чёрный король · g5 белая пешка · a4 чёрная пешка · d2 чёрная ладья · f2 белая пешка · g2 белый король | d6 белая пешка · f6 белая ладья · h6 белая пешка · e5 чёрный король · g5 белая пешка · a4 чёрная пешка · d2 чёрная ладья · f2 белая пешка · g2 белый король | d6 белая пешка · f6 белая ладья · h6 белая пешка · e5 чёрный король · g5 белая пешка · a4 чёрная пешка · d2 чёрная ладья · f2 белая пешка · g2 белый король | d6 белая пешка · f6 белая ладья · h6 белая пешка · e5 чёрный король · g5 белая пешка · a4 чёрная пешка · d2 чёрная ладья · f2 белая пешка · g2 белый король | d6 белая пешка · f6 белая ладья · h6 белая пешка · e5 чёрный король · g5 белая пешка · a4 чёрная пешка · d2 чёрная ладья · f2 белая пешка · g2 белый король | d6 белая пешка · f6 белая ладья · h6 белая пешка · e5 чёрный король · g5 белая пешка · a4 чёрная пешка · d2 чёрная ладья · f2 белая пешка · g2 белый король | d6 белая пешка · f6 белая ладья · h6 белая пешка · e5 чёрный король · g5 белая пешка · a4 чёрная пешка · d2 чёрная ладья · f2 белая пешка · g2 белый король | 8 |
| 7 | d6 белая пешка · f6 белая ладья · h6 белая пешка · e5 чёрный король · g5 белая пешка · a4 чёрная пешка · d2 чёрная ладья · f2 белая пешка · g2 белый король | d6 белая пешка · f6 белая ладья · h6 белая пешка · e5 чёрный король · g5 белая пешка · a4 чёрная пешка · d2 чёрная ладья · f2 белая пешка · g2 белый король | d6 белая пешка · f6 белая ладья · h6 белая пешка · e5 чёрный король · g5 белая пешка · a4 чёрная пешка · d2 чёрная ладья · f2 белая пешка · g2 белый король | d6 белая пешка · f6 белая ладья · h6 белая пешка · e5 чёрный король · g5 белая пешка · a4 чёрная пешка · d2 чёрная ладья · f2 белая пешка · g2 белый король | d6 белая пешка · f6 белая ладья · h6 белая пешка · e5 чёрный король · g5 белая пешка · a4 чёрная пешка · d2 чёрная ладья · f2 белая пешка · g2 белый король | d6 белая пешка · f6 белая ладья · h6 белая пешка · e5 чёрный король · g5 белая пешка · a4 чёрная пешка · d2 чёрная ладья · f2 белая пешка · g2 белый король | d6 белая пешка · f6 белая ладья · h6 белая пешка · e5 чёрный король · g5 белая пешка · a4 чёрная пешка · d2 чёрная ладья · f2 белая пешка · g2 белый король | d6 белая пешка · f6 белая ладья · h6 белая пешка · e5 чёрный король · g5 белая пешка · a4 чёрная пешка · d2 чёрная ладья · f2 белая пешка · g2 белый король | 7 |
| 6 | d6 белая пешка · f6 белая ладья · h6 белая пешка · e5 чёрный король · g5 белая пешка · a4 чёрная пешка · d2 чёрная ладья · f2 белая пешка · g2 белый король | d6 белая пешка · f6 белая ладья · h6 белая пешка · e5 чёрный король · g5 белая пешка · a4 чёрная пешка · d2 чёрная ладья · f2 белая пешка · g2 белый король | d6 белая пешка · f6 белая ладья · h6 белая пешка · e5 чёрный король · g5 белая пешка · a4 чёрная пешка · d2 чёрная ладья · f2 белая пешка · g2 белый король | d6 белая пешка · f6 белая ладья · h6 белая пешка · e5 чёрный король · g5 белая пешка · a4 чёрная пешка · d2 чёрная ладья · f2 белая пешка · g2 белый король | d6 белая пешка · f6 белая ладья · h6 белая пешка · e5 чёрный король · g5 белая пешка · a4 чёрная пешка · d2 чёрная ладья · f2 белая пешка · g2 белый король | d6 белая пешка · f6 белая ладья · h6 белая пешка · e5 чёрный король · g5 белая пешка · a4 чёрная пешка · d2 чёрная ладья · f2 белая пешка · g2 белый король | d6 белая пешка · f6 белая ладья · h6 белая пешка · e5 чёрный король · g5 белая пешка · a4 чёрная пешка · d2 чёрная ладья · f2 белая пешка · g2 белый король | d6 белая пешка · f6 белая ладья · h6 белая пешка · e5 чёрный король · g5 белая пешка · a4 чёрная пешка · d2 чёрная ладья · f2 белая пешка · g2 белый король | 6 |
| 5 | d6 белая пешка · f6 белая ладья · h6 белая пешка · e5 чёрный король · g5 белая пешка · a4 чёрная пешка · d2 чёрная ладья · f2 белая пешка · g2 белый король | d6 белая пешка · f6 белая ладья · h6 белая пешка · e5 чёрный король · g5 белая пешка · a4 чёрная пешка · d2 чёрная ладья · f2 белая пешка · g2 белый король | d6 белая пешка · f6 белая ладья · h6 белая пешка · e5 чёрный король · g5 белая пешка · a4 чёрная пешка · d2 чёрная ладья · f2 белая пешка · g2 белый король | d6 белая пешка · f6 белая ладья · h6 белая пешка · e5 чёрный король · g5 белая пешка · a4 чёрная пешка · d2 чёрная ладья · f2 белая пешка · g2 белый король | d6 белая пешка · f6 белая ладья · h6 белая пешка · e5 чёрный король · g5 белая пешка · a4 чёрная пешка · d2 чёрная ладья · f2 белая пешка · g2 белый король | d6 белая пешка · f6 белая ладья · h6 белая пешка · e5 чёрный король · g5 белая пешка · a4 чёрная пешка · d2 чёрная ладья · f2 белая пешка · g2 белый король | d6 белая пешка · f6 белая ладья · h6 белая пешка · e5 чёрный король · g5 белая пешка · a4 чёрная пешка · d2 чёрная ладья · f2 белая пешка · g2 белый король | d6 белая пешка · f6 белая ладья · h6 белая пешка · e5 чёрный король · g5 белая пешка · a4 чёрная пешка · d2 чёрная ладья · f2 белая пешка · g2 белый король | 5 |
| 4 | d6 белая пешка · f6 белая ладья · h6 белая пешка · e5 чёрный король · g5 белая пешка · a4 чёрная пешка · d2 чёрная ладья · f2 белая пешка · g2 белый король | d6 белая пешка · f6 белая ладья · h6 белая пешка · e5 чёрный король · g5 белая пешка · a4 чёрная пешка · d2 чёрная ладья · f2 белая пешка · g2 белый король | d6 белая пешка · f6 белая ладья · h6 белая пешка · e5 чёрный король · g5 белая пешка · a4 чёрная пешка · d2 чёрная ладья · f2 белая пешка · g2 белый король | d6 белая пешка · f6 белая ладья · h6 белая пешка · e5 чёрный король · g5 белая пешка · a4 чёрная пешка · d2 чёрная ладья · f2 белая пешка · g2 белый король | d6 белая пешка · f6 белая ладья · h6 белая пешка · e5 чёрный король · g5 белая пешка · a4 чёрная пешка · d2 чёрная ладья · f2 белая пешка · g2 белый король | d6 белая пешка · f6 белая ладья · h6 белая пешка · e5 чёрный король · g5 белая пешка · a4 чёрная пешка · d2 чёрная ладья · f2 белая пешка · g2 белый король | d6 белая пешка · f6 белая ладья · h6 белая пешка · e5 чёрный король · g5 белая пешка · a4 чёрная пешка · d2 чёрная ладья · f2 белая пешка · g2 белый король | d6 белая пешка · f6 белая ладья · h6 белая пешка · e5 чёрный король · g5 белая пешка · a4 чёрная пешка · d2 чёрная ладья · f2 белая пешка · g2 белый король | 4 |
| 3 | d6 белая пешка · f6 белая ладья · h6 белая пешка · e5 чёрный король · g5 белая пешка · a4 чёрная пешка · d2 чёрная ладья · f2 белая пешка · g2 белый король | d6 белая пешка · f6 белая ладья · h6 белая пешка · e5 чёрный король · g5 белая пешка · a4 чёрная пешка · d2 чёрная ладья · f2 белая пешка · g2 белый король | d6 белая пешка · f6 белая ладья · h6 белая пешка · e5 чёрный король · g5 белая пешка · a4 чёрная пешка · d2 чёрная ладья · f2 белая пешка · g2 белый король | d6 белая пешка · f6 белая ладья · h6 белая пешка · e5 чёрный король · g5 белая пешка · a4 чёрная пешка · d2 чёрная ладья · f2 белая пешка · g2 белый король | d6 белая пешка · f6 белая ладья · h6 белая пешка · e5 чёрный король · g5 белая пешка · a4 чёрная пешка · d2 чёрная ладья · f2 белая пешка · g2 белый король | d6 белая пешка · f6 белая ладья · h6 белая пешка · e5 чёрный король · g5 белая пешка · a4 чёрная пешка · d2 чёрная ладья · f2 белая пешка · g2 белый король | d6 белая пешка · f6 белая ладья · h6 белая пешка · e5 чёрный король · g5 белая пешка · a4 чёрная пешка · d2 чёрная ладья · f2 белая пешка · g2 белый король | d6 белая пешка · f6 белая ладья · h6 белая пешка · e5 чёрный король · g5 белая пешка · a4 чёрная пешка · d2 чёрная ладья · f2 белая пешка · g2 белый король | 3 |
| 2 | d6 белая пешка · f6 белая ладья · h6 белая пешка · e5 чёрный король · g5 белая пешка · a4 чёрная пешка · d2 чёрная ладья · f2 белая пешка · g2 белый король | d6 белая пешка · f6 белая ладья · h6 белая пешка · e5 чёрный король · g5 белая пешка · a4 чёрная пешка · d2 чёрная ладья · f2 белая пешка · g2 белый король | d6 белая пешка · f6 белая ладья · h6 белая пешка · e5 чёрный король · g5 белая пешка · a4 чёрная пешка · d2 чёрная ладья · f2 белая пешка · g2 белый король | d6 белая пешка · f6 белая ладья · h6 белая пешка · e5 чёрный король · g5 белая пешка · a4 чёрная пешка · d2 чёрная ладья · f2 белая пешка · g2 белый король | d6 белая пешка · f6 белая ладья · h6 белая пешка · e5 чёрный король · g5 белая пешка · a4 чёрная пешка · d2 чёрная ладья · f2 белая пешка · g2 белый король | d6 белая пешка · f6 белая ладья · h6 белая пешка · e5 чёрный король · g5 белая пешка · a4 чёрная пешка · d2 чёрная ладья · f2 белая пешка · g2 белый король | d6 белая пешка · f6 белая ладья · h6 белая пешка · e5 чёрный король · g5 белая пешка · a4 чёрная пешка · d2 чёрная ладья · f2 белая пешка · g2 белый король | d6 белая пешка · f6 белая ладья · h6 белая пешка · e5 чёрный король · g5 белая пешка · a4 чёрная пешка · d2 чёрная ладья · f2 белая пешка · g2 белый король | 2 |
| 1 | d6 белая пешка · f6 белая ладья · h6 белая пешка · e5 чёрный король · g5 белая пешка · a4 чёрная пешка · d2 чёрная ладья · f2 белая пешка · g2 белый король | d6 белая пешка · f6 белая ладья · h6 белая пешка · e5 чёрный король · g5 белая пешка · a4 чёрная пешка · d2 чёрная ладья · f2 белая пешка · g2 белый король | d6 белая пешка · f6 белая ладья · h6 белая пешка · e5 чёрный король · g5 белая пешка · a4 чёрная пешка · d2 чёрная ладья · f2 белая пешка · g2 белый король | d6 белая пешка · f6 белая ладья · h6 белая пешка · e5 чёрный король · g5 белая пешка · a4 чёрная пешка · d2 чёрная ладья · f2 белая пешка · g2 белый король | d6 белая пешка · f6 белая ладья · h6 белая пешка · e5 чёрный король · g5 белая пешка · a4 чёрная пешка · d2 чёрная ладья · f2 белая пешка · g2 белый король | d6 белая пешка · f6 белая ладья · h6 белая пешка · e5 чёрный король · g5 белая пешка · a4 чёрная пешка · d2 чёрная ладья · f2 белая пешка · g2 белый король | d6 белая пешка · f6 белая ладья · h6 белая пешка · e5 чёрный король · g5 белая пешка · a4 чёрная пешка · d2 чёрная ладья · f2 белая пешка · g2 белый король | d6 белая пешка · f6 белая ладья · h6 белая пешка · e5 чёрный король · g5 белая пешка · a4 чёрная пешка · d2 чёрная ладья · f2 белая пешка · g2 белый король | 1 |
|   | a | b | c | d | e | f | g | h |   |

|   | a | b | c | d | e | f | g | h |   |
| - | --- | --- | --- | --- | --- | --- | --- | --- | - |
| 8 | b6 чёрная пешка · c6 чёрная ладья · b5 чёрный конь · e5 чёрная пешка · f5 чёрная пешка · g5 чёрный король · c4 белая пешка · g2 белая пешка · d1 белый слон · g1 белый король | b6 чёрная пешка · c6 чёрная ладья · b5 чёрный конь · e5 чёрная пешка · f5 чёрная пешка · g5 чёрный король · c4 белая пешка · g2 белая пешка · d1 белый слон · g1 белый король | b6 чёрная пешка · c6 чёрная ладья · b5 чёрный конь · e5 чёрная пешка · f5 чёрная пешка · g5 чёрный король · c4 белая пешка · g2 белая пешка · d1 белый слон · g1 белый король | b6 чёрная пешка · c6 чёрная ладья · b5 чёрный конь · e5 чёрная пешка · f5 чёрная пешка · g5 чёрный король · c4 белая пешка · g2 белая пешка · d1 белый слон · g1 белый король | b6 чёрная пешка · c6 чёрная ладья · b5 чёрный конь · e5 чёрная пешка · f5 чёрная пешка · g5 чёрный король · c4 белая пешка · g2 белая пешка · d1 белый слон · g1 белый король | b6 чёрная пешка · c6 чёрная ладья · b5 чёрный конь · e5 чёрная пешка · f5 чёрная пешка · g5 чёрный король · c4 белая пешка · g2 белая пешка · d1 белый слон · g1 белый король | b6 чёрная пешка · c6 чёрная ладья · b5 чёрный конь · e5 чёрная пешка · f5 чёрная пешка · g5 чёрный король · c4 белая пешка · g2 белая пешка · d1 белый слон · g1 белый король | b6 чёрная пешка · c6 чёрная ладья · b5 чёрный конь · e5 чёрная пешка · f5 чёрная пешка · g5 чёрный король · c4 белая пешка · g2 белая пешка · d1 белый слон · g1 белый король | 8 |
| 7 | b6 чёрная пешка · c6 чёрная ладья · b5 чёрный конь · e5 чёрная пешка · f5 чёрная пешка · g5 чёрный король · c4 белая пешка · g2 белая пешка · d1 белый слон · g1 белый король | b6 чёрная пешка · c6 чёрная ладья · b5 чёрный конь · e5 чёрная пешка · f5 чёрная пешка · g5 чёрный король · c4 белая пешка · g2 белая пешка · d1 белый слон · g1 белый король | b6 чёрная пешка · c6 чёрная ладья · b5 чёрный конь · e5 чёрная пешка · f5 чёрная пешка · g5 чёрный король · c4 белая пешка · g2 белая пешка · d1 белый слон · g1 белый король | b6 чёрная пешка · c6 чёрная ладья · b5 чёрный конь · e5 чёрная пешка · f5 чёрная пешка · g5 чёрный король · c4 белая пешка · g2 белая пешка · d1 белый слон · g1 белый король | b6 чёрная пешка · c6 чёрная ладья · b5 чёрный конь · e5 чёрная пешка · f5 чёрная пешка · g5 чёрный король · c4 белая пешка · g2 белая пешка · d1 белый слон · g1 белый король | b6 чёрная пешка · c6 чёрная ладья · b5 чёрный конь · e5 чёрная пешка · f5 чёрная пешка · g5 чёрный король · c4 белая пешка · g2 белая пешка · d1 белый слон · g1 белый король | b6 чёрная пешка · c6 чёрная ладья · b5 чёрный конь · e5 чёрная пешка · f5 чёрная пешка · g5 чёрный король · c4 белая пешка · g2 белая пешка · d1 белый слон · g1 белый король | b6 чёрная пешка · c6 чёрная ладья · b5 чёрный конь · e5 чёрная пешка · f5 чёрная пешка · g5 чёрный король · c4 белая пешка · g2 белая пешка · d1 белый слон · g1 белый король | 7 |
| 6 | b6 чёрная пешка · c6 чёрная ладья · b5 чёрный конь · e5 чёрная пешка · f5 чёрная пешка · g5 чёрный король · c4 белая пешка · g2 белая пешка · d1 белый слон · g1 белый король | b6 чёрная пешка · c6 чёрная ладья · b5 чёрный конь · e5 чёрная пешка · f5 чёрная пешка · g5 чёрный король · c4 белая пешка · g2 белая пешка · d1 белый слон · g1 белый король | b6 чёрная пешка · c6 чёрная ладья · b5 чёрный конь · e5 чёрная пешка · f5 чёрная пешка · g5 чёрный король · c4 белая пешка · g2 белая пешка · d1 белый слон · g1 белый король | b6 чёрная пешка · c6 чёрная ладья · b5 чёрный конь · e5 чёрная пешка · f5 чёрная пешка · g5 чёрный король · c4 белая пешка · g2 белая пешка · d1 белый слон · g1 белый король | b6 чёрная пешка · c6 чёрная ладья · b5 чёрный конь · e5 чёрная пешка · f5 чёрная пешка · g5 чёрный король · c4 белая пешка · g2 белая пешка · d1 белый слон · g1 белый король | b6 чёрная пешка · c6 чёрная ладья · b5 чёрный конь · e5 чёрная пешка · f5 чёрная пешка · g5 чёрный король · c4 белая пешка · g2 белая пешка · d1 белый слон · g1 белый король | b6 чёрная пешка · c6 чёрная ладья · b5 чёрный конь · e5 чёрная пешка · f5 чёрная пешка · g5 чёрный король · c4 белая пешка · g2 белая пешка · d1 белый слон · g1 белый король | b6 чёрная пешка · c6 чёрная ладья · b5 чёрный конь · e5 чёрная пешка · f5 чёрная пешка · g5 чёрный король · c4 белая пешка · g2 белая пешка · d1 белый слон · g1 белый король | 6 |
| 5 | b6 чёрная пешка · c6 чёрная ладья · b5 чёрный конь · e5 чёрная пешка · f5 чёрная пешка · g5 чёрный король · c4 белая пешка · g2 белая пешка · d1 белый слон · g1 белый король | b6 чёрная пешка · c6 чёрная ладья · b5 чёрный конь · e5 чёрная пешка · f5 чёрная пешка · g5 чёрный король · c4 белая пешка · g2 белая пешка · d1 белый слон · g1 белый король | b6 чёрная пешка · c6 чёрная ладья · b5 чёрный конь · e5 чёрная пешка · f5 чёрная пешка · g5 чёрный король · c4 белая пешка · g2 белая пешка · d1 белый слон · g1 белый король | b6 чёрная пешка · c6 чёрная ладья · b5 чёрный конь · e5 чёрная пешка · f5 чёрная пешка · g5 чёрный король · c4 белая пешка · g2 белая пешка · d1 белый слон · g1 белый король | b6 чёрная пешка · c6 чёрная ладья · b5 чёрный конь · e5 чёрная пешка · f5 чёрная пешка · g5 чёрный король · c4 белая пешка · g2 белая пешка · d1 белый слон · g1 белый король | b6 чёрная пешка · c6 чёрная ладья · b5 чёрный конь · e5 чёрная пешка · f5 чёрная пешка · g5 чёрный король · c4 белая пешка · g2 белая пешка · d1 белый слон · g1 белый король | b6 чёрная пешка · c6 чёрная ладья · b5 чёрный конь · e5 чёрная пешка · f5 чёрная пешка · g5 чёрный король · c4 белая пешка · g2 белая пешка · d1 белый слон · g1 белый король | b6 чёрная пешка · c6 чёрная ладья · b5 чёрный конь · e5 чёрная пешка · f5 чёрная пешка · g5 чёрный король · c4 белая пешка · g2 белая пешка · d1 белый слон · g1 белый король | 5 |
| 4 | b6 чёрная пешка · c6 чёрная ладья · b5 чёрный конь · e5 чёрная пешка · f5 чёрная пешка · g5 чёрный король · c4 белая пешка · g2 белая пешка · d1 белый слон · g1 белый король | b6 чёрная пешка · c6 чёрная ладья · b5 чёрный конь · e5 чёрная пешка · f5 чёрная пешка · g5 чёрный король · c4 белая пешка · g2 белая пешка · d1 белый слон · g1 белый король | b6 чёрная пешка · c6 чёрная ладья · b5 чёрный конь · e5 чёрная пешка · f5 чёрная пешка · g5 чёрный король · c4 белая пешка · g2 белая пешка · d1 белый слон · g1 белый король | b6 чёрная пешка · c6 чёрная ладья · b5 чёрный конь · e5 чёрная пешка · f5 чёрная пешка · g5 чёрный король · c4 белая пешка · g2 белая пешка · d1 белый слон · g1 белый король | b6 чёрная пешка · c6 чёрная ладья · b5 чёрный конь · e5 чёрная пешка · f5 чёрная пешка · g5 чёрный король · c4 белая пешка · g2 белая пешка · d1 белый слон · g1 белый король | b6 чёрная пешка · c6 чёрная ладья · b5 чёрный конь · e5 чёрная пешка · f5 чёрная пешка · g5 чёрный король · c4 белая пешка · g2 белая пешка · d1 белый слон · g1 белый король | b6 чёрная пешка · c6 чёрная ладья · b5 чёрный конь · e5 чёрная пешка · f5 чёрная пешка · g5 чёрный король · c4 белая пешка · g2 белая пешка · d1 белый слон · g1 белый король | b6 чёрная пешка · c6 чёрная ладья · b5 чёрный конь · e5 чёрная пешка · f5 чёрная пешка · g5 чёрный король · c4 белая пешка · g2 белая пешка · d1 белый слон · g1 белый король | 4 |
| 3 | b6 чёрная пешка · c6 чёрная ладья · b5 чёрный конь · e5 чёрная пешка · f5 чёрная пешка · g5 чёрный король · c4 белая пешка · g2 белая пешка · d1 белый слон · g1 белый король | b6 чёрная пешка · c6 чёрная ладья · b5 чёрный конь · e5 чёрная пешка · f5 чёрная пешка · g5 чёрный король · c4 белая пешка · g2 белая пешка · d1 белый слон · g1 белый король | b6 чёрная пешка · c6 чёрная ладья · b5 чёрный конь · e5 чёрная пешка · f5 чёрная пешка · g5 чёрный король · c4 белая пешка · g2 белая пешка · d1 белый слон · g1 белый король | b6 чёрная пешка · c6 чёрная ладья · b5 чёрный конь · e5 чёрная пешка · f5 чёрная пешка · g5 чёрный король · c4 белая пешка · g2 белая пешка · d1 белый слон · g1 белый король | b6 чёрная пешка · c6 чёрная ладья · b5 чёрный конь · e5 чёрная пешка · f5 чёрная пешка · g5 чёрный король · c4 белая пешка · g2 белая пешка · d1 белый слон · g1 белый король | b6 чёрная пешка · c6 чёрная ладья · b5 чёрный конь · e5 чёрная пешка · f5 чёрная пешка · g5 чёрный король · c4 белая пешка · g2 белая пешка · d1 белый слон · g1 белый король | b6 чёрная пешка · c6 чёрная ладья · b5 чёрный конь · e5 чёрная пешка · f5 чёрная пешка · g5 чёрный король · c4 белая пешка · g2 белая пешка · d1 белый слон · g1 белый король | b6 чёрная пешка · c6 чёрная ладья · b5 чёрный конь · e5 чёрная пешка · f5 чёрная пешка · g5 чёрный король · c4 белая пешка · g2 белая пешка · d1 белый слон · g1 белый король | 3 |
| 2 | b6 чёрная пешка · c6 чёрная ладья · b5 чёрный конь · e5 чёрная пешка · f5 чёрная пешка · g5 чёрный король · c4 белая пешка · g2 белая пешка · d1 белый слон · g1 белый король | b6 чёрная пешка · c6 чёрная ладья · b5 чёрный конь · e5 чёрная пешка · f5 чёрная пешка · g5 чёрный король · c4 белая пешка · g2 белая пешка · d1 белый слон · g1 белый король | b6 чёрная пешка · c6 чёрная ладья · b5 чёрный конь · e5 чёрная пешка · f5 чёрная пешка · g5 чёрный король · c4 белая пешка · g2 белая пешка · d1 белый слон · g1 белый король | b6 чёрная пешка · c6 чёрная ладья · b5 чёрный конь · e5 чёрная пешка · f5 чёрная пешка · g5 чёрный король · c4 белая пешка · g2 белая пешка · d1 белый слон · g1 белый король | b6 чёрная пешка · c6 чёрная ладья · b5 чёрный конь · e5 чёрная пешка · f5 чёрная пешка · g5 чёрный король · c4 белая пешка · g2 белая пешка · d1 белый слон · g1 белый король | b6 чёрная пешка · c6 чёрная ладья · b5 чёрный конь · e5 чёрная пешка · f5 чёрная пешка · g5 чёрный король · c4 белая пешка · g2 белая пешка · d1 белый слон · g1 белый король | b6 чёрная пешка · c6 чёрная ладья · b5 чёрный конь · e5 чёрная пешка · f5 чёрная пешка · g5 чёрный король · c4 белая пешка · g2 белая пешка · d1 белый слон · g1 белый король | b6 чёрная пешка · c6 чёрная ладья · b5 чёрный конь · e5 чёрная пешка · f5 чёрная пешка · g5 чёрный король · c4 белая пешка · g2 белая пешка · d1 белый слон · g1 белый король | 2 |
| 1 | b6 чёрная пешка · c6 чёрная ладья · b5 чёрный конь · e5 чёрная пешка · f5 чёрная пешка · g5 чёрный король · c4 белая пешка · g2 белая пешка · d1 белый слон · g1 белый король | b6 чёрная пешка · c6 чёрная ладья · b5 чёрный конь · e5 чёрная пешка · f5 чёрная пешка · g5 чёрный король · c4 белая пешка · g2 белая пешка · d1 белый слон · g1 белый король | b6 чёрная пешка · c6 чёрная ладья · b5 чёрный конь · e5 чёрная пешка · f5 чёрная пешка · g5 чёрный король · c4 белая пешка · g2 белая пешка · d1 белый слон · g1 белый король | b6 чёрная пешка · c6 чёрная ладья · b5 чёрный конь · e5 чёрная пешка · f5 чёрная пешка · g5 чёрный король · c4 белая пешка · g2 белая пешка · d1 белый слон · g1 белый король | b6 чёрная пешка · c6 чёрная ладья · b5 чёрный конь · e5 чёрная пешка · f5 чёрная пешка · g5 чёрный король · c4 белая пешка · g2 белая пешка · d1 белый слон · g1 белый король | b6 чёрная пешка · c6 чёрная ладья · b5 чёрный конь · e5 чёрная пешка · f5 чёрная пешка · g5 чёрный король · c4 белая пешка · g2 белая пешка · d1 белый слон · g1 белый король | b6 чёрная пешка · c6 чёрная ладья · b5 чёрный конь · e5 чёрная пешка · f5 чёрная пешка · g5 чёрный король · c4 белая пешка · g2 белая пешка · d1 белый слон · g1 белый король | b6 чёрная пешка · c6 чёрная ладья · b5 чёрный конь · e5 чёрная пешка · f5 чёрная пешка · g5 чёрный король · c4 белая пешка · g2 белая пешка · d1 белый слон · g1 белый король | 1 |
|   | a | b | c | d | e | f | g | h |   |

### Финал
| Участник          | Страна  | Рейтинг | 1 | 2 | 3 | 4 | 5 | 6 | Результат |
| ----------------- | ------- | ------- | - | - | - | - | - | - | --------- |
| Гельфанд, Борис   | Израиль | 2733    | ½ | ½ | ½ | ½ | ½ | 1 | 3½        |
| Грищук, Александр | Россия  | 2747    | ½ | ½ | ½ | ½ | ½ | 0 | 2½        |

| Борис Гельфанд — Александр Грищук 1 — 0 |

|   | a | b | c | d | e | f | g | h |   |
| - | --- | --- | --- | --- | --- | --- | --- | --- | - |
| 8 | d8 чёрная ладья · g8 чёрный король · c7 чёрный ферзь · e7 чёрная пешка · h7 чёрная пешка · f6 чёрная пешка · g6 чёрная пешка · c5 чёрная пешка · e5 белая пешка · c4 белый ферзь · d4 чёрный конь · f4 белая пешка · h4 белая пешка · b3 белая ладья · h3 белая пешка · g2 белый слон · h2 белый король · a1 белый слон | d8 чёрная ладья · g8 чёрный король · c7 чёрный ферзь · e7 чёрная пешка · h7 чёрная пешка · f6 чёрная пешка · g6 чёрная пешка · c5 чёрная пешка · e5 белая пешка · c4 белый ферзь · d4 чёрный конь · f4 белая пешка · h4 белая пешка · b3 белая ладья · h3 белая пешка · g2 белый слон · h2 белый король · a1 белый слон | d8 чёрная ладья · g8 чёрный король · c7 чёрный ферзь · e7 чёрная пешка · h7 чёрная пешка · f6 чёрная пешка · g6 чёрная пешка · c5 чёрная пешка · e5 белая пешка · c4 белый ферзь · d4 чёрный конь · f4 белая пешка · h4 белая пешка · b3 белая ладья · h3 белая пешка · g2 белый слон · h2 белый король · a1 белый слон | d8 чёрная ладья · g8 чёрный король · c7 чёрный ферзь · e7 чёрная пешка · h7 чёрная пешка · f6 чёрная пешка · g6 чёрная пешка · c5 чёрная пешка · e5 белая пешка · c4 белый ферзь · d4 чёрный конь · f4 белая пешка · h4 белая пешка · b3 белая ладья · h3 белая пешка · g2 белый слон · h2 белый король · a1 белый слон | d8 чёрная ладья · g8 чёрный король · c7 чёрный ферзь · e7 чёрная пешка · h7 чёрная пешка · f6 чёрная пешка · g6 чёрная пешка · c5 чёрная пешка · e5 белая пешка · c4 белый ферзь · d4 чёрный конь · f4 белая пешка · h4 белая пешка · b3 белая ладья · h3 белая пешка · g2 белый слон · h2 белый король · a1 белый слон | d8 чёрная ладья · g8 чёрный король · c7 чёрный ферзь · e7 чёрная пешка · h7 чёрная пешка · f6 чёрная пешка · g6 чёрная пешка · c5 чёрная пешка · e5 белая пешка · c4 белый ферзь · d4 чёрный конь · f4 белая пешка · h4 белая пешка · b3 белая ладья · h3 белая пешка · g2 белый слон · h2 белый король · a1 белый слон | d8 чёрная ладья · g8 чёрный король · c7 чёрный ферзь · e7 чёрная пешка · h7 чёрная пешка · f6 чёрная пешка · g6 чёрная пешка · c5 чёрная пешка · e5 белая пешка · c4 белый ферзь · d4 чёрный конь · f4 белая пешка · h4 белая пешка · b3 белая ладья · h3 белая пешка · g2 белый слон · h2 белый король · a1 белый слон | d8 чёрная ладья · g8 чёрный король · c7 чёрный ферзь · e7 чёрная пешка · h7 чёрная пешка · f6 чёрная пешка · g6 чёрная пешка · c5 чёрная пешка · e5 белая пешка · c4 белый ферзь · d4 чёрный конь · f4 белая пешка · h4 белая пешка · b3 белая ладья · h3 белая пешка · g2 белый слон · h2 белый король · a1 белый слон | 8 |
| 7 | d8 чёрная ладья · g8 чёрный король · c7 чёрный ферзь · e7 чёрная пешка · h7 чёрная пешка · f6 чёрная пешка · g6 чёрная пешка · c5 чёрная пешка · e5 белая пешка · c4 белый ферзь · d4 чёрный конь · f4 белая пешка · h4 белая пешка · b3 белая ладья · h3 белая пешка · g2 белый слон · h2 белый король · a1 белый слон | d8 чёрная ладья · g8 чёрный король · c7 чёрный ферзь · e7 чёрная пешка · h7 чёрная пешка · f6 чёрная пешка · g6 чёрная пешка · c5 чёрная пешка · e5 белая пешка · c4 белый ферзь · d4 чёрный конь · f4 белая пешка · h4 белая пешка · b3 белая ладья · h3 белая пешка · g2 белый слон · h2 белый король · a1 белый слон | d8 чёрная ладья · g8 чёрный король · c7 чёрный ферзь · e7 чёрная пешка · h7 чёрная пешка · f6 чёрная пешка · g6 чёрная пешка · c5 чёрная пешка · e5 белая пешка · c4 белый ферзь · d4 чёрный конь · f4 белая пешка · h4 белая пешка · b3 белая ладья · h3 белая пешка · g2 белый слон · h2 белый король · a1 белый слон | d8 чёрная ладья · g8 чёрный король · c7 чёрный ферзь · e7 чёрная пешка · h7 чёрная пешка · f6 чёрная пешка · g6 чёрная пешка · c5 чёрная пешка · e5 белая пешка · c4 белый ферзь · d4 чёрный конь · f4 белая пешка · h4 белая пешка · b3 белая ладья · h3 белая пешка · g2 белый слон · h2 белый король · a1 белый слон | d8 чёрная ладья · g8 чёрный король · c7 чёрный ферзь · e7 чёрная пешка · h7 чёрная пешка · f6 чёрная пешка · g6 чёрная пешка · c5 чёрная пешка · e5 белая пешка · c4 белый ферзь · d4 чёрный конь · f4 белая пешка · h4 белая пешка · b3 белая ладья · h3 белая пешка · g2 белый слон · h2 белый король · a1 белый слон | d8 чёрная ладья · g8 чёрный король · c7 чёрный ферзь · e7 чёрная пешка · h7 чёрная пешка · f6 чёрная пешка · g6 чёрная пешка · c5 чёрная пешка · e5 белая пешка · c4 белый ферзь · d4 чёрный конь · f4 белая пешка · h4 белая пешка · b3 белая ладья · h3 белая пешка · g2 белый слон · h2 белый король · a1 белый слон | d8 чёрная ладья · g8 чёрный король · c7 чёрный ферзь · e7 чёрная пешка · h7 чёрная пешка · f6 чёрная пешка · g6 чёрная пешка · c5 чёрная пешка · e5 белая пешка · c4 белый ферзь · d4 чёрный конь · f4 белая пешка · h4 белая пешка · b3 белая ладья · h3 белая пешка · g2 белый слон · h2 белый король · a1 белый слон | d8 чёрная ладья · g8 чёрный король · c7 чёрный ферзь · e7 чёрная пешка · h7 чёрная пешка · f6 чёрная пешка · g6 чёрная пешка · c5 чёрная пешка · e5 белая пешка · c4 белый ферзь · d4 чёрный конь · f4 белая пешка · h4 белая пешка · b3 белая ладья · h3 белая пешка · g2 белый слон · h2 белый король · a1 белый слон | 7 |
| 6 | d8 чёрная ладья · g8 чёрный король · c7 чёрный ферзь · e7 чёрная пешка · h7 чёрная пешка · f6 чёрная пешка · g6 чёрная пешка · c5 чёрная пешка · e5 белая пешка · c4 белый ферзь · d4 чёрный конь · f4 белая пешка · h4 белая пешка · b3 белая ладья · h3 белая пешка · g2 белый слон · h2 белый король · a1 белый слон | d8 чёрная ладья · g8 чёрный король · c7 чёрный ферзь · e7 чёрная пешка · h7 чёрная пешка · f6 чёрная пешка · g6 чёрная пешка · c5 чёрная пешка · e5 белая пешка · c4 белый ферзь · d4 чёрный конь · f4 белая пешка · h4 белая пешка · b3 белая ладья · h3 белая пешка · g2 белый слон · h2 белый король · a1 белый слон | d8 чёрная ладья · g8 чёрный король · c7 чёрный ферзь · e7 чёрная пешка · h7 чёрная пешка · f6 чёрная пешка · g6 чёрная пешка · c5 чёрная пешка · e5 белая пешка · c4 белый ферзь · d4 чёрный конь · f4 белая пешка · h4 белая пешка · b3 белая ладья · h3 белая пешка · g2 белый слон · h2 белый король · a1 белый слон | d8 чёрная ладья · g8 чёрный король · c7 чёрный ферзь · e7 чёрная пешка · h7 чёрная пешка · f6 чёрная пешка · g6 чёрная пешка · c5 чёрная пешка · e5 белая пешка · c4 белый ферзь · d4 чёрный конь · f4 белая пешка · h4 белая пешка · b3 белая ладья · h3 белая пешка · g2 белый слон · h2 белый король · a1 белый слон | d8 чёрная ладья · g8 чёрный король · c7 чёрный ферзь · e7 чёрная пешка · h7 чёрная пешка · f6 чёрная пешка · g6 чёрная пешка · c5 чёрная пешка · e5 белая пешка · c4 белый ферзь · d4 чёрный конь · f4 белая пешка · h4 белая пешка · b3 белая ладья · h3 белая пешка · g2 белый слон · h2 белый король · a1 белый слон | d8 чёрная ладья · g8 чёрный король · c7 чёрный ферзь · e7 чёрная пешка · h7 чёрная пешка · f6 чёрная пешка · g6 чёрная пешка · c5 чёрная пешка · e5 белая пешка · c4 белый ферзь · d4 чёрный конь · f4 белая пешка · h4 белая пешка · b3 белая ладья · h3 белая пешка · g2 белый слон · h2 белый король · a1 белый слон | d8 чёрная ладья · g8 чёрный король · c7 чёрный ферзь · e7 чёрная пешка · h7 чёрная пешка · f6 чёрная пешка · g6 чёрная пешка · c5 чёрная пешка · e5 белая пешка · c4 белый ферзь · d4 чёрный конь · f4 белая пешка · h4 белая пешка · b3 белая ладья · h3 белая пешка · g2 белый слон · h2 белый король · a1 белый слон | d8 чёрная ладья · g8 чёрный король · c7 чёрный ферзь · e7 чёрная пешка · h7 чёрная пешка · f6 чёрная пешка · g6 чёрная пешка · c5 чёрная пешка · e5 белая пешка · c4 белый ферзь · d4 чёрный конь · f4 белая пешка · h4 белая пешка · b3 белая ладья · h3 белая пешка · g2 белый слон · h2 белый король · a1 белый слон | 6 |
| 5 | d8 чёрная ладья · g8 чёрный король · c7 чёрный ферзь · e7 чёрная пешка · h7 чёрная пешка · f6 чёрная пешка · g6 чёрная пешка · c5 чёрная пешка · e5 белая пешка · c4 белый ферзь · d4 чёрный конь · f4 белая пешка · h4 белая пешка · b3 белая ладья · h3 белая пешка · g2 белый слон · h2 белый король · a1 белый слон | d8 чёрная ладья · g8 чёрный король · c7 чёрный ферзь · e7 чёрная пешка · h7 чёрная пешка · f6 чёрная пешка · g6 чёрная пешка · c5 чёрная пешка · e5 белая пешка · c4 белый ферзь · d4 чёрный конь · f4 белая пешка · h4 белая пешка · b3 белая ладья · h3 белая пешка · g2 белый слон · h2 белый король · a1 белый слон | d8 чёрная ладья · g8 чёрный король · c7 чёрный ферзь · e7 чёрная пешка · h7 чёрная пешка · f6 чёрная пешка · g6 чёрная пешка · c5 чёрная пешка · e5 белая пешка · c4 белый ферзь · d4 чёрный конь · f4 белая пешка · h4 белая пешка · b3 белая ладья · h3 белая пешка · g2 белый слон · h2 белый король · a1 белый слон | d8 чёрная ладья · g8 чёрный король · c7 чёрный ферзь · e7 чёрная пешка · h7 чёрная пешка · f6 чёрная пешка · g6 чёрная пешка · c5 чёрная пешка · e5 белая пешка · c4 белый ферзь · d4 чёрный конь · f4 белая пешка · h4 белая пешка · b3 белая ладья · h3 белая пешка · g2 белый слон · h2 белый король · a1 белый слон | d8 чёрная ладья · g8 чёрный король · c7 чёрный ферзь · e7 чёрная пешка · h7 чёрная пешка · f6 чёрная пешка · g6 чёрная пешка · c5 чёрная пешка · e5 белая пешка · c4 белый ферзь · d4 чёрный конь · f4 белая пешка · h4 белая пешка · b3 белая ладья · h3 белая пешка · g2 белый слон · h2 белый король · a1 белый слон | d8 чёрная ладья · g8 чёрный король · c7 чёрный ферзь · e7 чёрная пешка · h7 чёрная пешка · f6 чёрная пешка · g6 чёрная пешка · c5 чёрная пешка · e5 белая пешка · c4 белый ферзь · d4 чёрный конь · f4 белая пешка · h4 белая пешка · b3 белая ладья · h3 белая пешка · g2 белый слон · h2 белый король · a1 белый слон | d8 чёрная ладья · g8 чёрный король · c7 чёрный ферзь · e7 чёрная пешка · h7 чёрная пешка · f6 чёрная пешка · g6 чёрная пешка · c5 чёрная пешка · e5 белая пешка · c4 белый ферзь · d4 чёрный конь · f4 белая пешка · h4 белая пешка · b3 белая ладья · h3 белая пешка · g2 белый слон · h2 белый король · a1 белый слон | d8 чёрная ладья · g8 чёрный король · c7 чёрный ферзь · e7 чёрная пешка · h7 чёрная пешка · f6 чёрная пешка · g6 чёрная пешка · c5 чёрная пешка · e5 белая пешка · c4 белый ферзь · d4 чёрный конь · f4 белая пешка · h4 белая пешка · b3 белая ладья · h3 белая пешка · g2 белый слон · h2 белый король · a1 белый слон | 5 |
| 4 | d8 чёрная ладья · g8 чёрный король · c7 чёрный ферзь · e7 чёрная пешка · h7 чёрная пешка · f6 чёрная пешка · g6 чёрная пешка · c5 чёрная пешка · e5 белая пешка · c4 белый ферзь · d4 чёрный конь · f4 белая пешка · h4 белая пешка · b3 белая ладья · h3 белая пешка · g2 белый слон · h2 белый король · a1 белый слон | d8 чёрная ладья · g8 чёрный король · c7 чёрный ферзь · e7 чёрная пешка · h7 чёрная пешка · f6 чёрная пешка · g6 чёрная пешка · c5 чёрная пешка · e5 белая пешка · c4 белый ферзь · d4 чёрный конь · f4 белая пешка · h4 белая пешка · b3 белая ладья · h3 белая пешка · g2 белый слон · h2 белый король · a1 белый слон | d8 чёрная ладья · g8 чёрный король · c7 чёрный ферзь · e7 чёрная пешка · h7 чёрная пешка · f6 чёрная пешка · g6 чёрная пешка · c5 чёрная пешка · e5 белая пешка · c4 белый ферзь · d4 чёрный конь · f4 белая пешка · h4 белая пешка · b3 белая ладья · h3 белая пешка · g2 белый слон · h2 белый король · a1 белый слон | d8 чёрная ладья · g8 чёрный король · c7 чёрный ферзь · e7 чёрная пешка · h7 чёрная пешка · f6 чёрная пешка · g6 чёрная пешка · c5 чёрная пешка · e5 белая пешка · c4 белый ферзь · d4 чёрный конь · f4 белая пешка · h4 белая пешка · b3 белая ладья · h3 белая пешка · g2 белый слон · h2 белый король · a1 белый слон | d8 чёрная ладья · g8 чёрный король · c7 чёрный ферзь · e7 чёрная пешка · h7 чёрная пешка · f6 чёрная пешка · g6 чёрная пешка · c5 чёрная пешка · e5 белая пешка · c4 белый ферзь · d4 чёрный конь · f4 белая пешка · h4 белая пешка · b3 белая ладья · h3 белая пешка · g2 белый слон · h2 белый король · a1 белый слон | d8 чёрная ладья · g8 чёрный король · c7 чёрный ферзь · e7 чёрная пешка · h7 чёрная пешка · f6 чёрная пешка · g6 чёрная пешка · c5 чёрная пешка · e5 белая пешка · c4 белый ферзь · d4 чёрный конь · f4 белая пешка · h4 белая пешка · b3 белая ладья · h3 белая пешка · g2 белый слон · h2 белый король · a1 белый слон | d8 чёрная ладья · g8 чёрный король · c7 чёрный ферзь · e7 чёрная пешка · h7 чёрная пешка · f6 чёрная пешка · g6 чёрная пешка · c5 чёрная пешка · e5 белая пешка · c4 белый ферзь · d4 чёрный конь · f4 белая пешка · h4 белая пешка · b3 белая ладья · h3 белая пешка · g2 белый слон · h2 белый король · a1 белый слон | d8 чёрная ладья · g8 чёрный король · c7 чёрный ферзь · e7 чёрная пешка · h7 чёрная пешка · f6 чёрная пешка · g6 чёрная пешка · c5 чёрная пешка · e5 белая пешка · c4 белый ферзь · d4 чёрный конь · f4 белая пешка · h4 белая пешка · b3 белая ладья · h3 белая пешка · g2 белый слон · h2 белый король · a1 белый слон | 4 |
| 3 | d8 чёрная ладья · g8 чёрный король · c7 чёрный ферзь · e7 чёрная пешка · h7 чёрная пешка · f6 чёрная пешка · g6 чёрная пешка · c5 чёрная пешка · e5 белая пешка · c4 белый ферзь · d4 чёрный конь · f4 белая пешка · h4 белая пешка · b3 белая ладья · h3 белая пешка · g2 белый слон · h2 белый король · a1 белый слон | d8 чёрная ладья · g8 чёрный король · c7 чёрный ферзь · e7 чёрная пешка · h7 чёрная пешка · f6 чёрная пешка · g6 чёрная пешка · c5 чёрная пешка · e5 белая пешка · c4 белый ферзь · d4 чёрный конь · f4 белая пешка · h4 белая пешка · b3 белая ладья · h3 белая пешка · g2 белый слон · h2 белый король · a1 белый слон | d8 чёрная ладья · g8 чёрный король · c7 чёрный ферзь · e7 чёрная пешка · h7 чёрная пешка · f6 чёрная пешка · g6 чёрная пешка · c5 чёрная пешка · e5 белая пешка · c4 белый ферзь · d4 чёрный конь · f4 белая пешка · h4 белая пешка · b3 белая ладья · h3 белая пешка · g2 белый слон · h2 белый король · a1 белый слон | d8 чёрная ладья · g8 чёрный король · c7 чёрный ферзь · e7 чёрная пешка · h7 чёрная пешка · f6 чёрная пешка · g6 чёрная пешка · c5 чёрная пешка · e5 белая пешка · c4 белый ферзь · d4 чёрный конь · f4 белая пешка · h4 белая пешка · b3 белая ладья · h3 белая пешка · g2 белый слон · h2 белый король · a1 белый слон | d8 чёрная ладья · g8 чёрный король · c7 чёрный ферзь · e7 чёрная пешка · h7 чёрная пешка · f6 чёрная пешка · g6 чёрная пешка · c5 чёрная пешка · e5 белая пешка · c4 белый ферзь · d4 чёрный конь · f4 белая пешка · h4 белая пешка · b3 белая ладья · h3 белая пешка · g2 белый слон · h2 белый король · a1 белый слон | d8 чёрная ладья · g8 чёрный король · c7 чёрный ферзь · e7 чёрная пешка · h7 чёрная пешка · f6 чёрная пешка · g6 чёрная пешка · c5 чёрная пешка · e5 белая пешка · c4 белый ферзь · d4 чёрный конь · f4 белая пешка · h4 белая пешка · b3 белая ладья · h3 белая пешка · g2 белый слон · h2 белый король · a1 белый слон | d8 чёрная ладья · g8 чёрный король · c7 чёрный ферзь · e7 чёрная пешка · h7 чёрная пешка · f6 чёрная пешка · g6 чёрная пешка · c5 чёрная пешка · e5 белая пешка · c4 белый ферзь · d4 чёрный конь · f4 белая пешка · h4 белая пешка · b3 белая ладья · h3 белая пешка · g2 белый слон · h2 белый король · a1 белый слон | d8 чёрная ладья · g8 чёрный король · c7 чёрный ферзь · e7 чёрная пешка · h7 чёрная пешка · f6 чёрная пешка · g6 чёрная пешка · c5 чёрная пешка · e5 белая пешка · c4 белый ферзь · d4 чёрный конь · f4 белая пешка · h4 белая пешка · b3 белая ладья · h3 белая пешка · g2 белый слон · h2 белый король · a1 белый слон | 3 |
| 2 | d8 чёрная ладья · g8 чёрный король · c7 чёрный ферзь · e7 чёрная пешка · h7 чёрная пешка · f6 чёрная пешка · g6 чёрная пешка · c5 чёрная пешка · e5 белая пешка · c4 белый ферзь · d4 чёрный конь · f4 белая пешка · h4 белая пешка · b3 белая ладья · h3 белая пешка · g2 белый слон · h2 белый король · a1 белый слон | d8 чёрная ладья · g8 чёрный король · c7 чёрный ферзь · e7 чёрная пешка · h7 чёрная пешка · f6 чёрная пешка · g6 чёрная пешка · c5 чёрная пешка · e5 белая пешка · c4 белый ферзь · d4 чёрный конь · f4 белая пешка · h4 белая пешка · b3 белая ладья · h3 белая пешка · g2 белый слон · h2 белый король · a1 белый слон | d8 чёрная ладья · g8 чёрный король · c7 чёрный ферзь · e7 чёрная пешка · h7 чёрная пешка · f6 чёрная пешка · g6 чёрная пешка · c5 чёрная пешка · e5 белая пешка · c4 белый ферзь · d4 чёрный конь · f4 белая пешка · h4 белая пешка · b3 белая ладья · h3 белая пешка · g2 белый слон · h2 белый король · a1 белый слон | d8 чёрная ладья · g8 чёрный король · c7 чёрный ферзь · e7 чёрная пешка · h7 чёрная пешка · f6 чёрная пешка · g6 чёрная пешка · c5 чёрная пешка · e5 белая пешка · c4 белый ферзь · d4 чёрный конь · f4 белая пешка · h4 белая пешка · b3 белая ладья · h3 белая пешка · g2 белый слон · h2 белый король · a1 белый слон | d8 чёрная ладья · g8 чёрный король · c7 чёрный ферзь · e7 чёрная пешка · h7 чёрная пешка · f6 чёрная пешка · g6 чёрная пешка · c5 чёрная пешка · e5 белая пешка · c4 белый ферзь · d4 чёрный конь · f4 белая пешка · h4 белая пешка · b3 белая ладья · h3 белая пешка · g2 белый слон · h2 белый король · a1 белый слон | d8 чёрная ладья · g8 чёрный король · c7 чёрный ферзь · e7 чёрная пешка · h7 чёрная пешка · f6 чёрная пешка · g6 чёрная пешка · c5 чёрная пешка · e5 белая пешка · c4 белый ферзь · d4 чёрный конь · f4 белая пешка · h4 белая пешка · b3 белая ладья · h3 белая пешка · g2 белый слон · h2 белый король · a1 белый слон | d8 чёрная ладья · g8 чёрный король · c7 чёрный ферзь · e7 чёрная пешка · h7 чёрная пешка · f6 чёрная пешка · g6 чёрная пешка · c5 чёрная пешка · e5 белая пешка · c4 белый ферзь · d4 чёрный конь · f4 белая пешка · h4 белая пешка · b3 белая ладья · h3 белая пешка · g2 белый слон · h2 белый король · a1 белый слон | d8 чёрная ладья · g8 чёрный король · c7 чёрный ферзь · e7 чёрная пешка · h7 чёрная пешка · f6 чёрная пешка · g6 чёрная пешка · c5 чёрная пешка · e5 белая пешка · c4 белый ферзь · d4 чёрный конь · f4 белая пешка · h4 белая пешка · b3 белая ладья · h3 белая пешка · g2 белый слон · h2 белый король · a1 белый слон | 2 |
| 1 | d8 чёрная ладья · g8 чёрный король · c7 чёрный ферзь · e7 чёрная пешка · h7 чёрная пешка · f6 чёрная пешка · g6 чёрная пешка · c5 чёрная пешка · e5 белая пешка · c4 белый ферзь · d4 чёрный конь · f4 белая пешка · h4 белая пешка · b3 белая ладья · h3 белая пешка · g2 белый слон · h2 белый король · a1 белый слон | d8 чёрная ладья · g8 чёрный король · c7 чёрный ферзь · e7 чёрная пешка · h7 чёрная пешка · f6 чёрная пешка · g6 чёрная пешка · c5 чёрная пешка · e5 белая пешка · c4 белый ферзь · d4 чёрный конь · f4 белая пешка · h4 белая пешка · b3 белая ладья · h3 белая пешка · g2 белый слон · h2 белый король · a1 белый слон | d8 чёрная ладья · g8 чёрный король · c7 чёрный ферзь · e7 чёрная пешка · h7 чёрная пешка · f6 чёрная пешка · g6 чёрная пешка · c5 чёрная пешка · e5 белая пешка · c4 белый ферзь · d4 чёрный конь · f4 белая пешка · h4 белая пешка · b3 белая ладья · h3 белая пешка · g2 белый слон · h2 белый король · a1 белый слон | d8 чёрная ладья · g8 чёрный король · c7 чёрный ферзь · e7 чёрная пешка · h7 чёрная пешка · f6 чёрная пешка · g6 чёрная пешка · c5 чёрная пешка · e5 белая пешка · c4 белый ферзь · d4 чёрный конь · f4 белая пешка · h4 белая пешка · b3 белая ладья · h3 белая пешка · g2 белый слон · h2 белый король · a1 белый слон | d8 чёрная ладья · g8 чёрный король · c7 чёрный ферзь · e7 чёрная пешка · h7 чёрная пешка · f6 чёрная пешка · g6 чёрная пешка · c5 чёрная пешка · e5 белая пешка · c4 белый ферзь · d4 чёрный конь · f4 белая пешка · h4 белая пешка · b3 белая ладья · h3 белая пешка · g2 белый слон · h2 белый король · a1 белый слон | d8 чёрная ладья · g8 чёрный король · c7 чёрный ферзь · e7 чёрная пешка · h7 чёрная пешка · f6 чёрная пешка · g6 чёрная пешка · c5 чёрная пешка · e5 белая пешка · c4 белый ферзь · d4 чёрный конь · f4 белая пешка · h4 белая пешка · b3 белая ладья · h3 белая пешка · g2 белый слон · h2 белый король · a1 белый слон | d8 чёрная ладья · g8 чёрный король · c7 чёрный ферзь · e7 чёрная пешка · h7 чёрная пешка · f6 чёрная пешка · g6 чёрная пешка · c5 чёрная пешка · e5 белая пешка · c4 белый ферзь · d4 чёрный конь · f4 белая пешка · h4 белая пешка · b3 белая ладья · h3 белая пешка · g2 белый слон · h2 белый король · a1 белый слон | d8 чёрная ладья · g8 чёрный король · c7 чёрный ферзь · e7 чёрная пешка · h7 чёрная пешка · f6 чёрная пешка · g6 чёрная пешка · c5 чёрная пешка · e5 белая пешка · c4 белый ферзь · d4 чёрный конь · f4 белая пешка · h4 белая пешка · b3 белая ладья · h3 белая пешка · g2 белый слон · h2 белый король · a1 белый слон | 1 |
|   | a | b | c | d | e | f | g | h |   |